# Biserica de lemn din Sălcuța

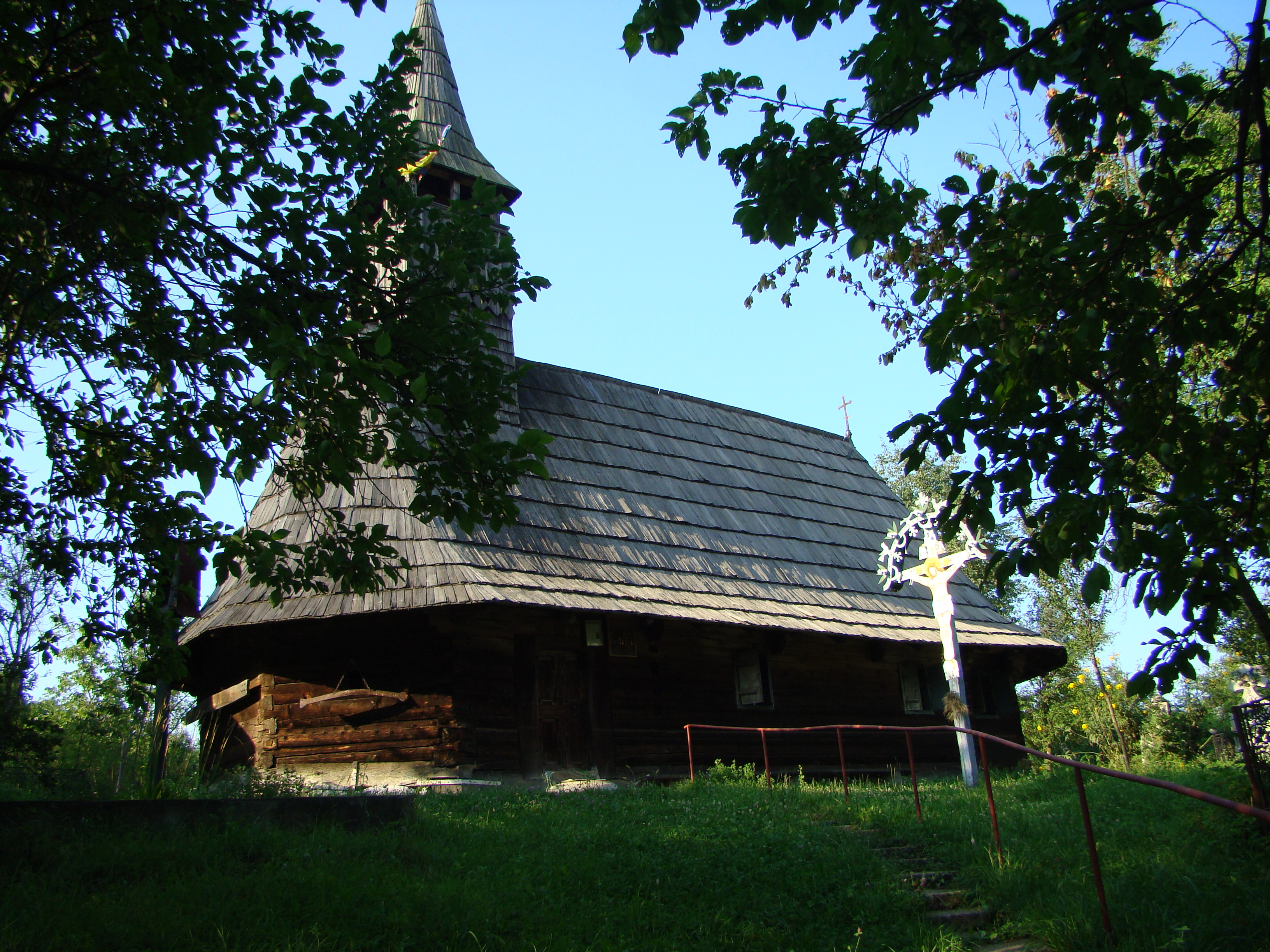
Biserica de lemn Sfinții Arhangheli Mihail și Gavriil din Sălcuța, comuna Sânmihaiu de Câmpie, județul Bistrița-Năsăud, foto: iulie 2009.

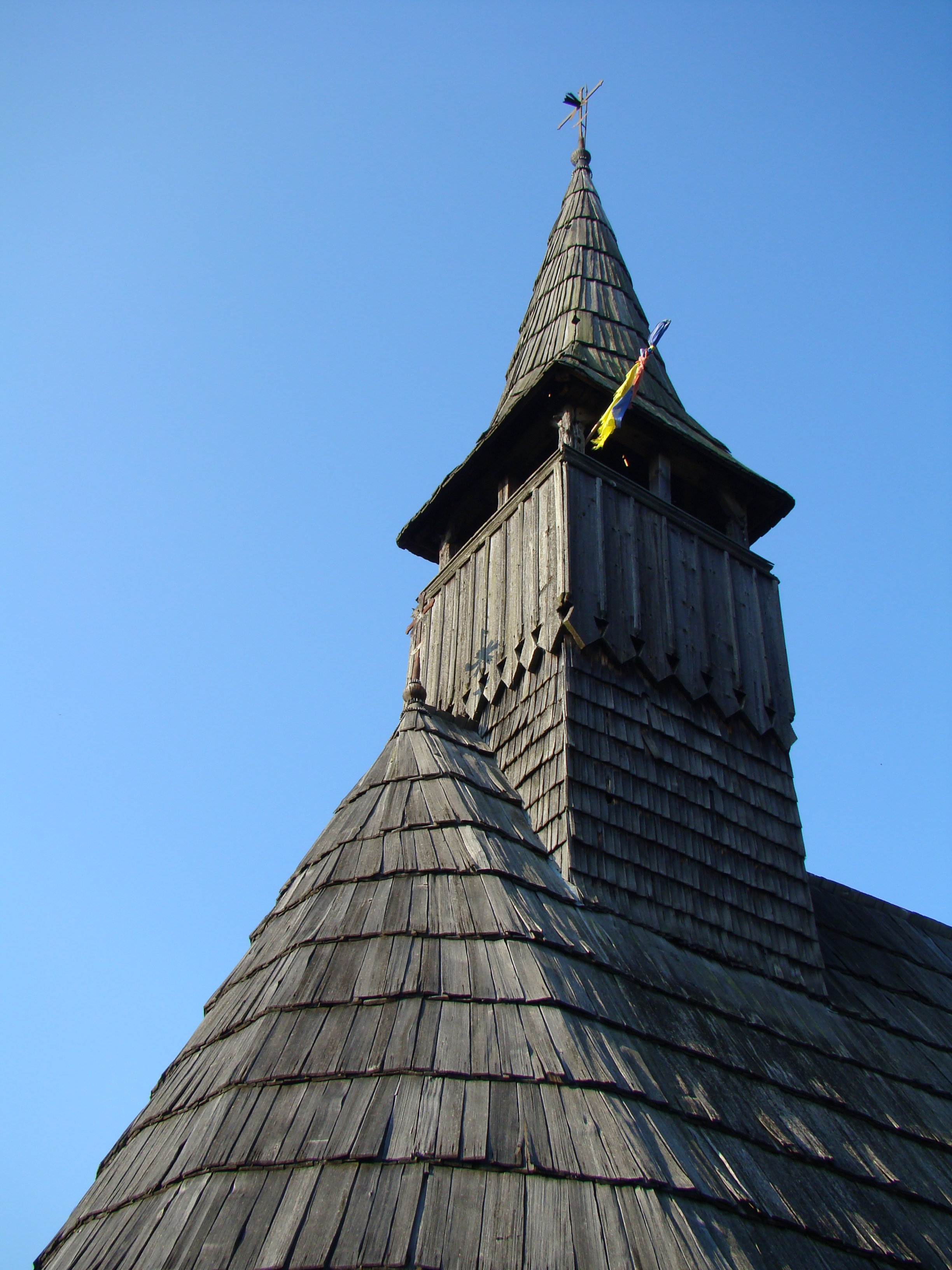
Turnul

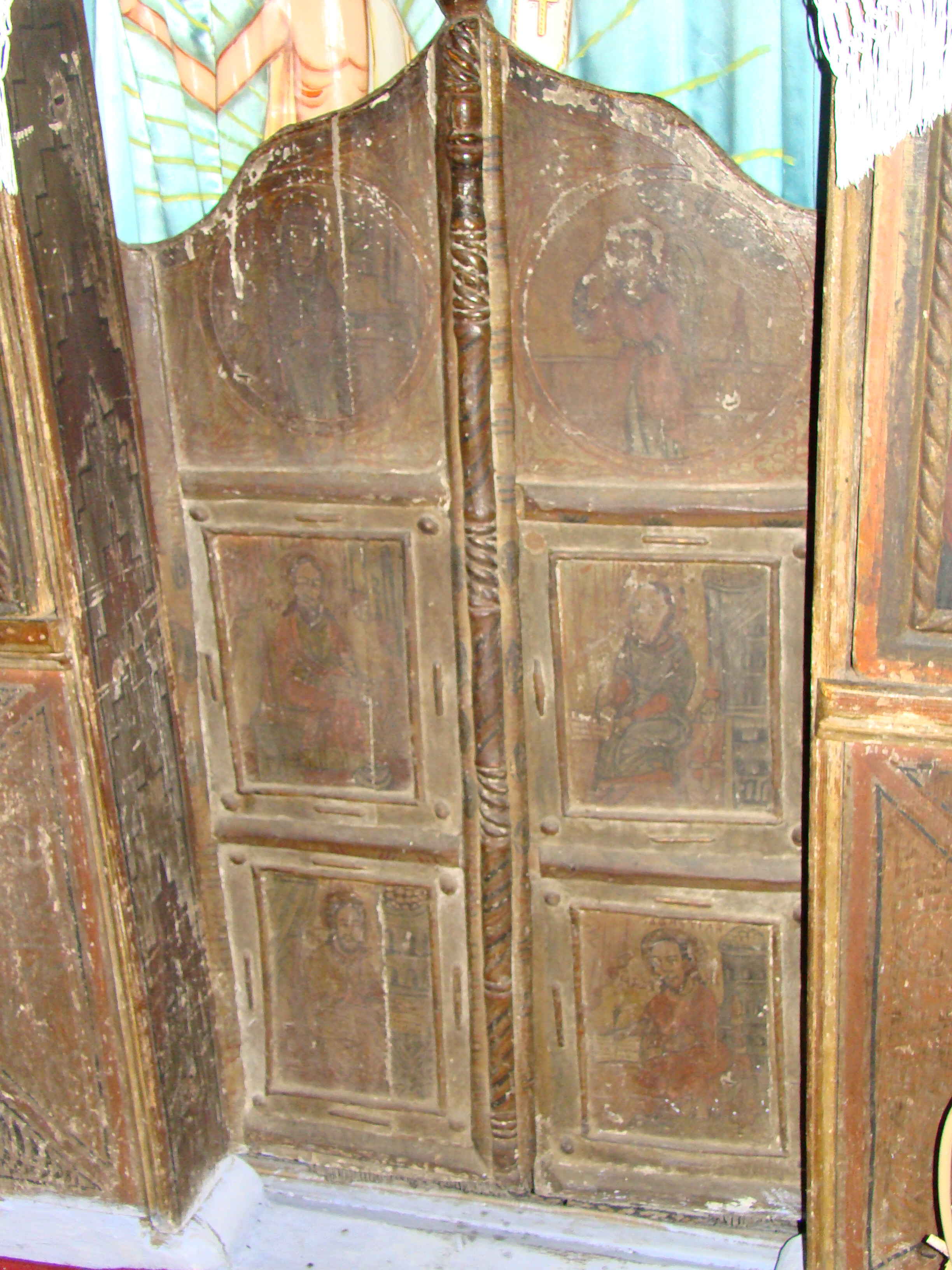
Ușile împărătești

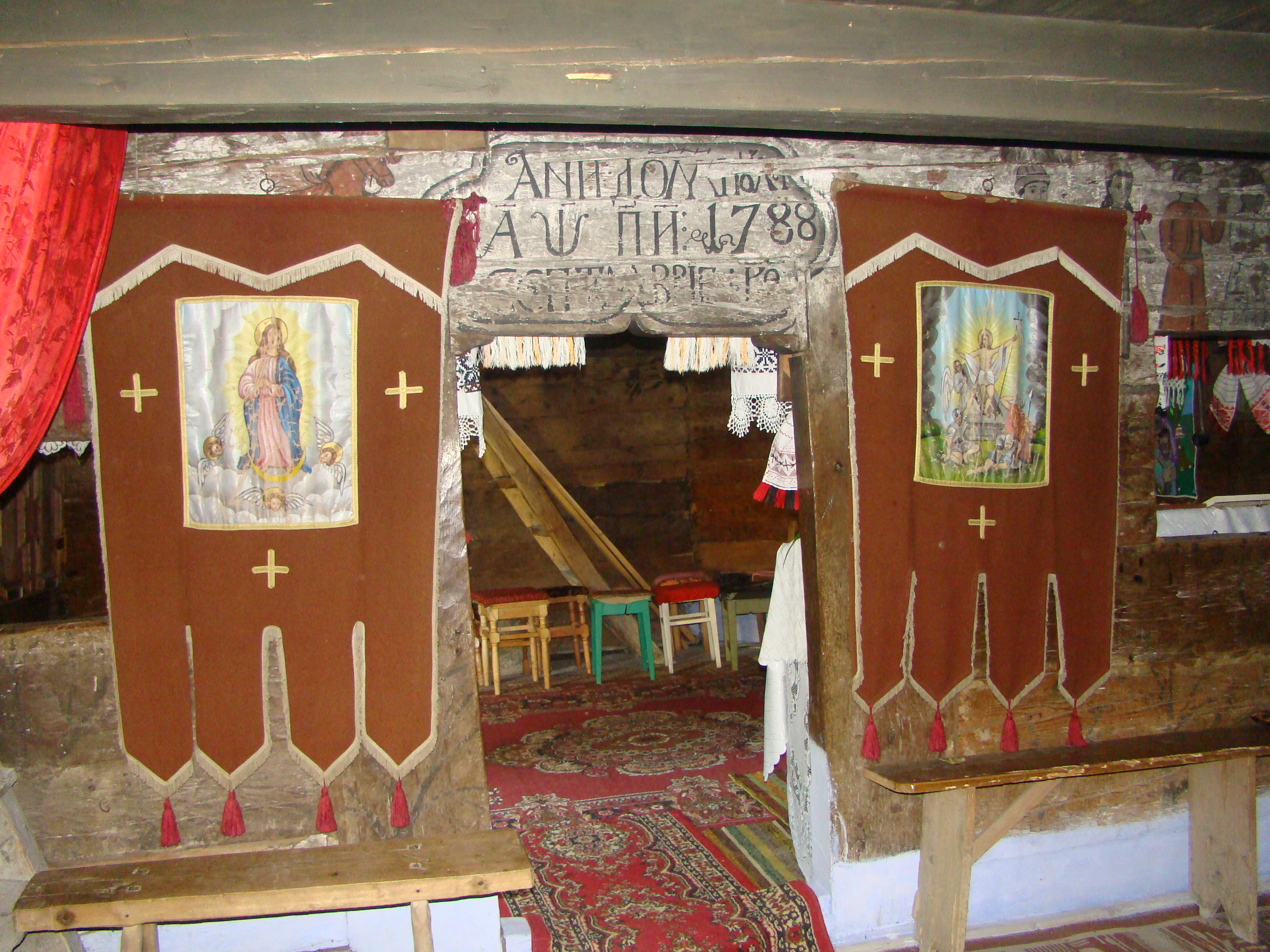
Trecerea din naos în pronaos cu inscripția de datare

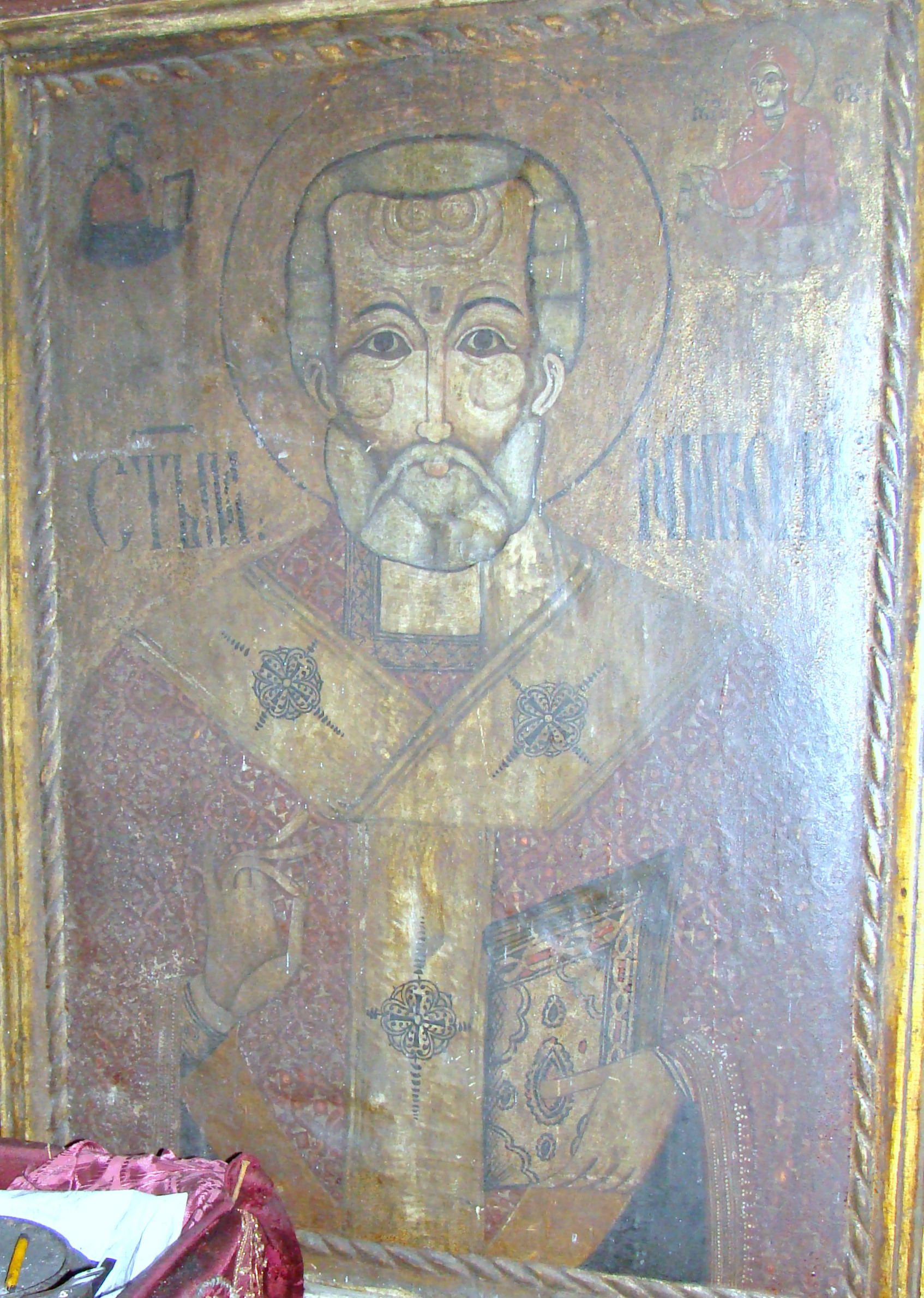
Icoană împărătească: Sfântul Nicolae

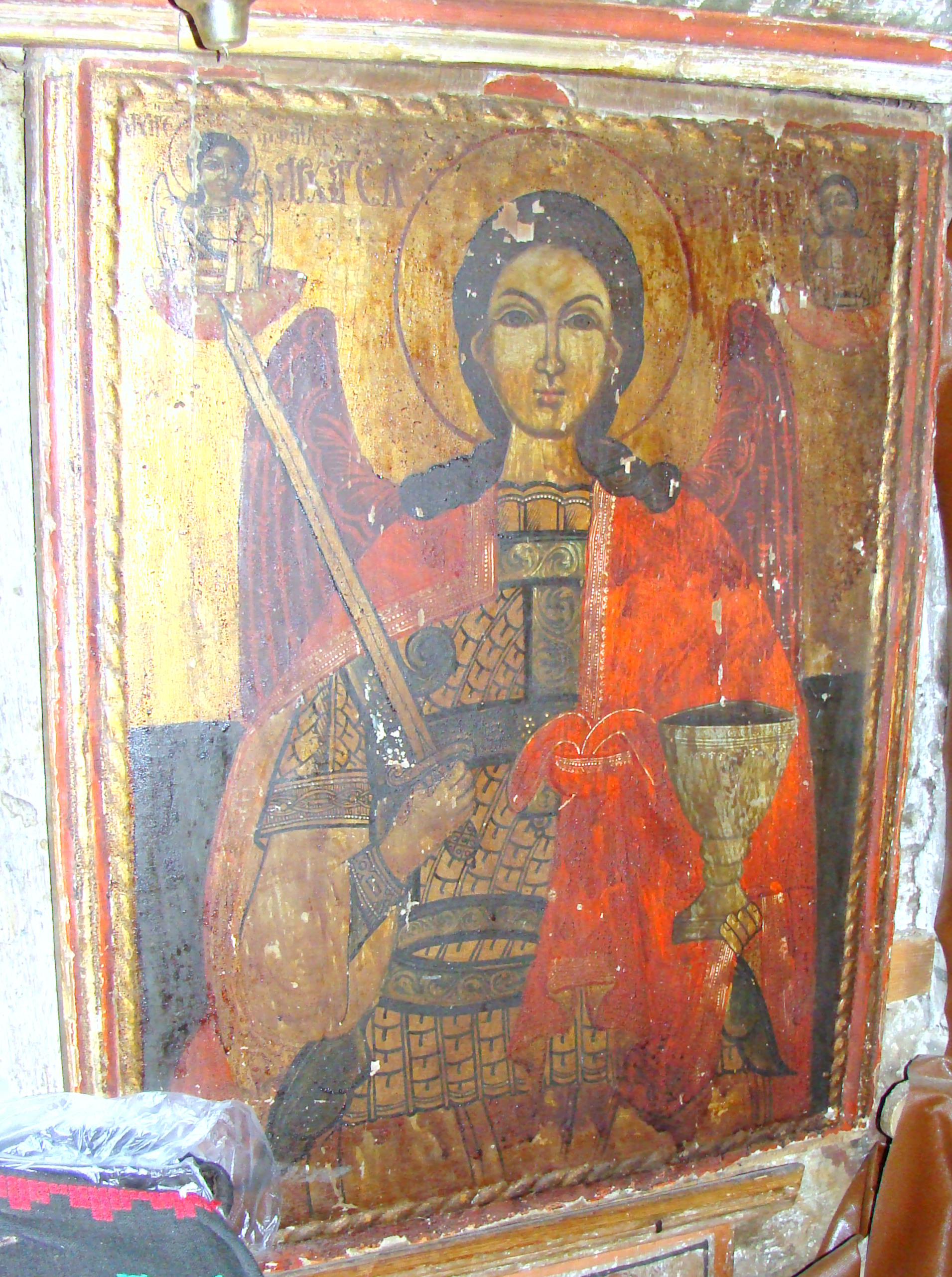
Icoană împărătească: Arhanghelul Mihail

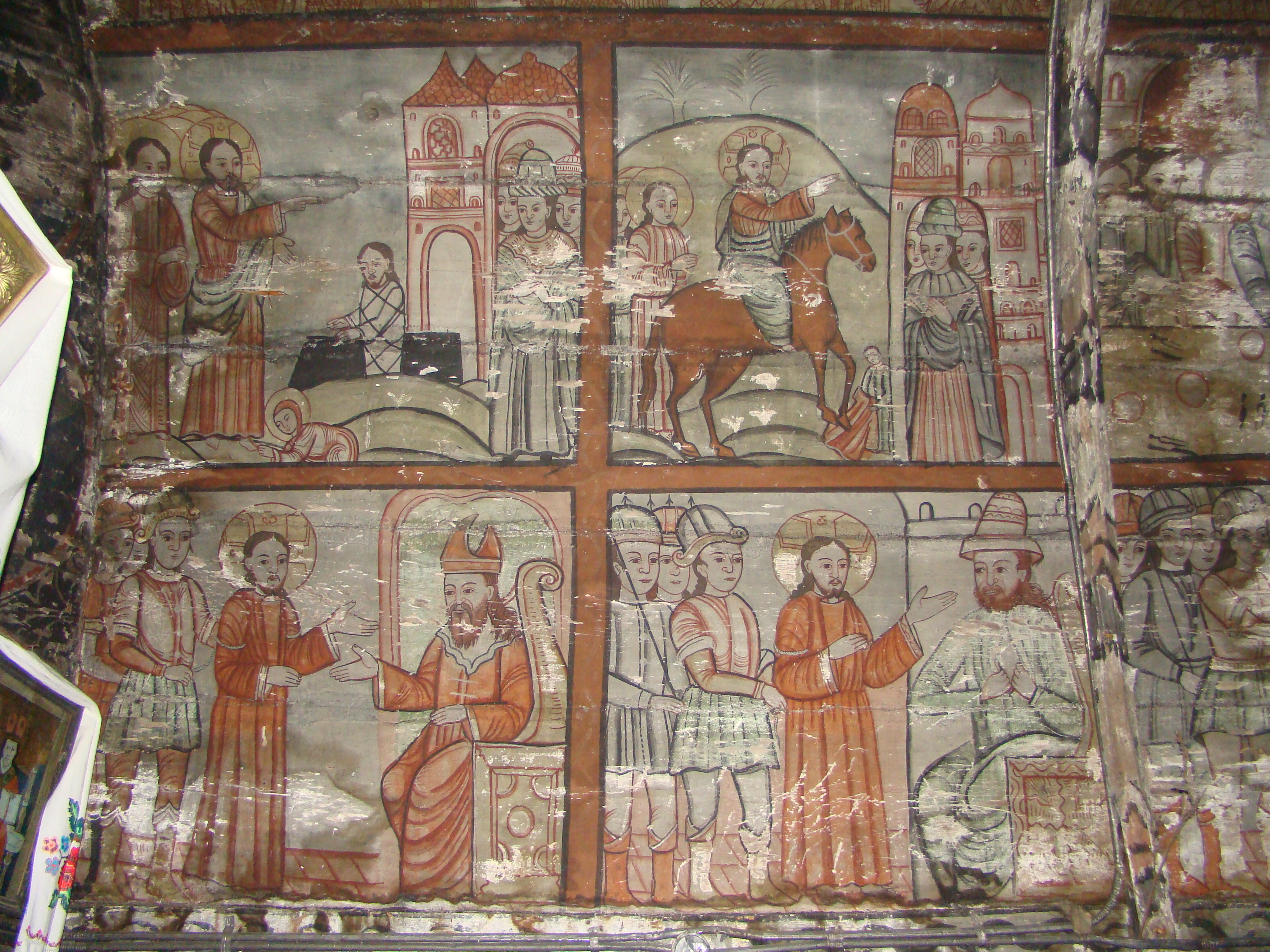
Pictura naosului

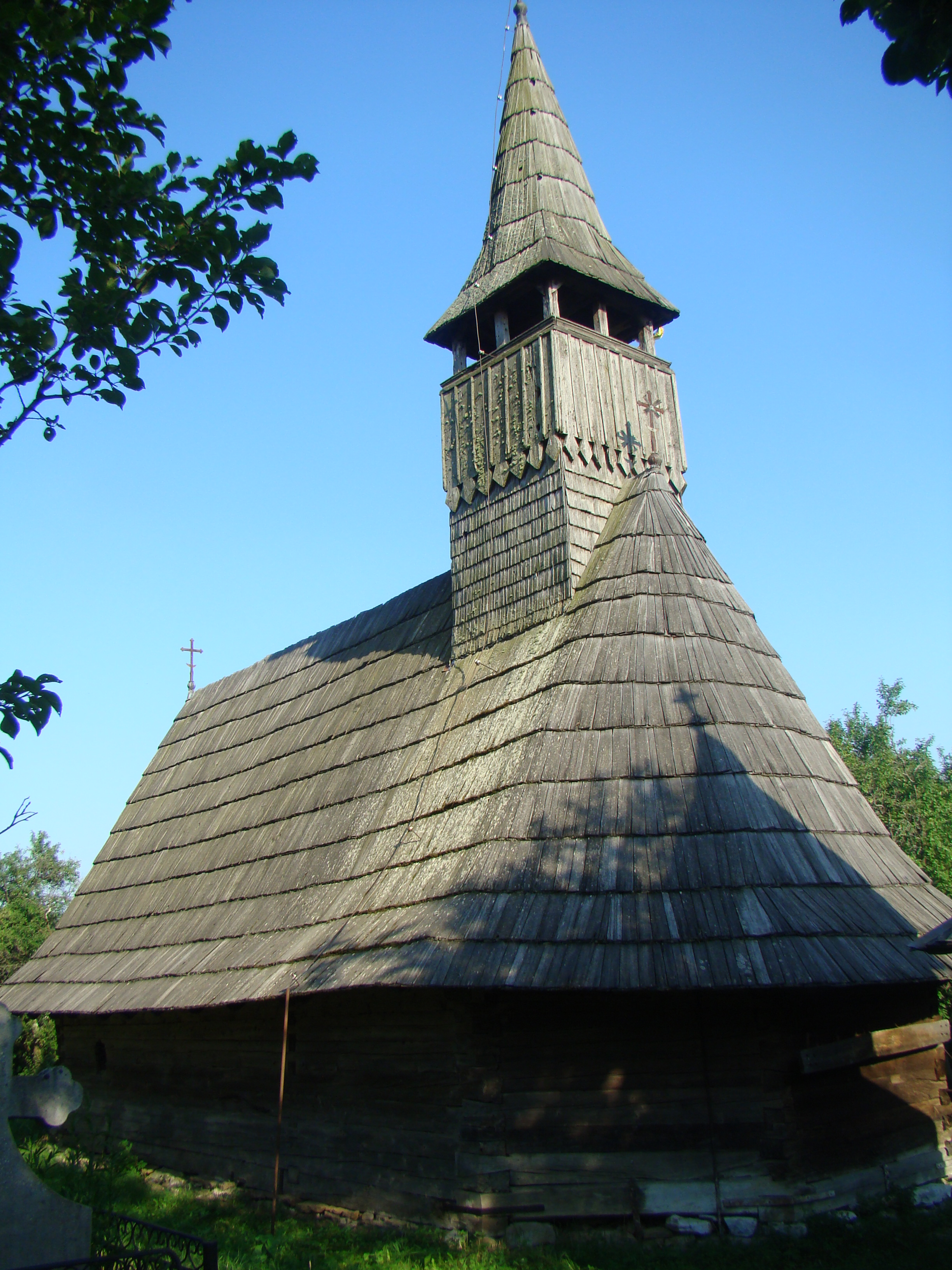
Biserica (nord-vest)

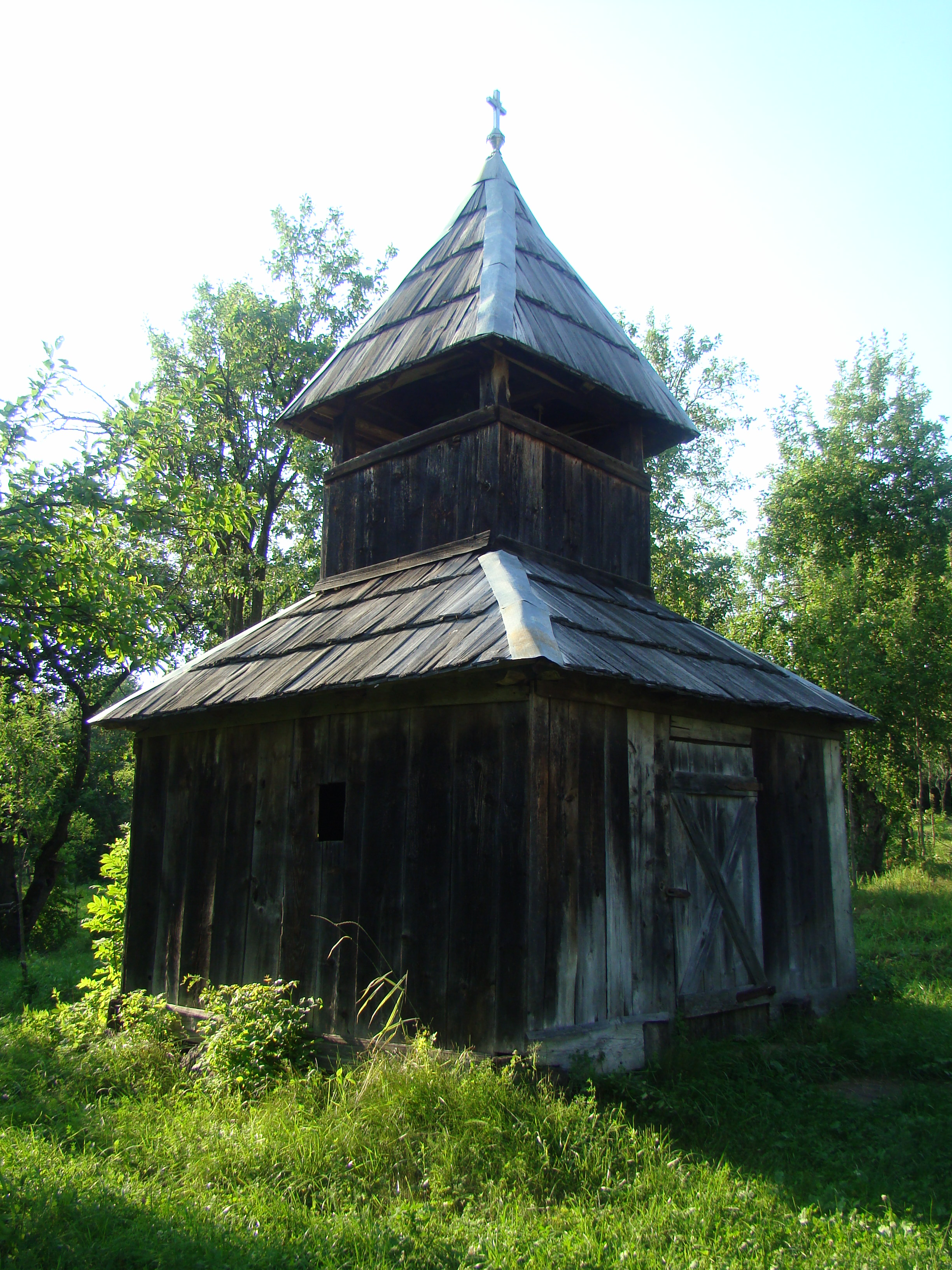
Clopotnița

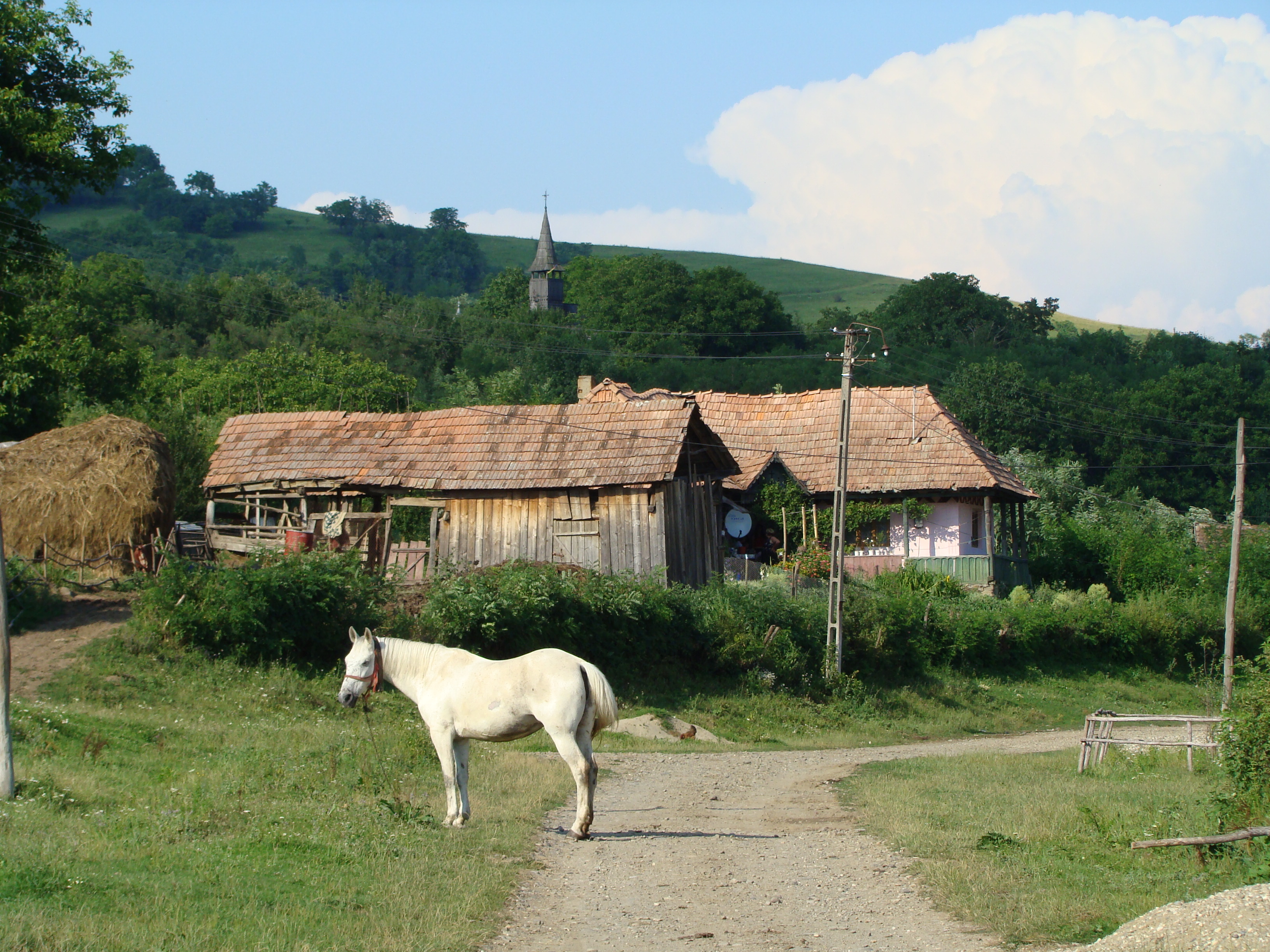
Biserica văzută din drum

Biserica de lemn din Sălcuța, comuna Sânmihaiu de Câmpie, județul Bistrița-Năsăud datează de la mijlocul secolului XVIII . Lăcașul are hramul „Sfinții Arhangheli Mihail și Gavriil” și figurează pe lista monumentelor istorice, cod LMI BN-II-a-A-01692.

## Istoric și trăsături
Biserica  este construită din bârne  pe la mijlocul secolului 18. Martor al vechimii stă în primul rând biserica. Apoi, vedem piatra de mormânt a ctitorului, afară, în colțul bisericii, cu inscripția 1758 Dumitru. Fiind în dreptul altarului, conform tradiției, indică că Dumitru a servit bisericii, fiind probabil nu numai ctitor ci și preot. De la prima înzestrare a bisericii se păstrează icoanele mari și cele împărătești, datate de o inscripție pe icoana Măntuitorului: Anii Domnului 1755. Fruntarul a fost zugrăvit de un alt artist, probabil cu același prilej.
A doua înzestrare a bisericii s-a făcut în anul 1779, în altar, conform inscripției păstrate fragmentar în dreptul proscomidiei: Zugrăvitu-s-au acest altariu ... fiind ... Iosif în zilele ... din scaunul Făgărașului și cu cheltuiala protopopului Ioan, 1779. Lângă fereastra proscomidiei, în scena Cinei cea de taină, pe piciorul mesei, se poate citi, încă odată, numele plătitorilor zugrăvelii: Pominește Doamne pre robul tău Ioan și pre roaba ta Ioana.
Naosul a fost zugrăvit în anul 1788, după cum reiese din inscripția de pe peretele care desparte pronaosul de naos: Anii Domnului 1788 septămbrie 28. 
Așezată în mijlocul cimitirului, într-un cadru natural plăcut, tradiția spune că ar fi fost adusă de pe Valea Bârgăului. Biserica este declarată monument istoric și este acoperită cu șindrilă. Intemperiile naturii au degradat-o și, în mai multe rânduri, s-au făcut reparații. Între anii 1968-1973 s-a făcut reparația capitală prin Direcția Monumentelor din Cluj-Napoca, prin ajutoare primite de la Departamentul Cultelor, Patriarhia Bisericii Ortodoxe Române, Arhiepiscopia Clujului și contribuția benevolă a credincioșilor. Ultima reparație generală s-a făcut în anul 1997 cu fonduri proprii și s-a continuat până în anul 1999, s-au făcut scările și drumul de acces până la biserică sub coordonarea directă a preotului paroh Alexandru Pop. Despre meșterii care au lucrat la construcția bisericii nu deținem nici un document. Pictura, făcută de mai mulți pictori anonimi, este vizibilă în absida altarului și în naos.
Clopotnița, în care există 2 clopote fără nici o inscripție, este așezată în fața bisericii la o distanță de 4 m. Clopotnița a fost renovată în anul 1972 de către un șantier prin DMI și în anul 1997, din fonduri proprii.
Deoarece, în decursul vremurilor arhiva filiei Sălcuța a avut de suferit foarte mult, nu se găsește o evidență clară în legătură cu trecutul istoric al filiei. Aceasta și din cauză că filia Sălcuța a fost mult timp administrată de către preoții din satele vecine. Totuși, în jurul anului 1900 până în anul 1923, se cunoaște că a fost preot Lazăr Stupinean, înainte fiind învățător în sat.   
Până în anul 1925 a fost administrată de preotul Constantin din Sânmihaiu de Câmpie, după care a urmat ca preot Toader Oltean din Sălcuța, până în anul 1927, după care a fost administrată de către preotul Toader Pop din Fântânele până în anul 1929. Din anul 1929 până în anul 1936, a fost preot Augustin Popa din Herina, apoi a fost administrată de către preot Emil Chiciudean din Zoreni până în anul 1938, când vine de la Posmuș preot Ioan Timaru, care face servicii religioase până în anul 1955. De atunci intră ca filie la parohia Zoreni și este administrată de către preot Emil Chiciudean până în anul 1966, după care urmează preot Vasile Nistor până în anul 1971. Din anul 1971 până în anul 1987 este administrată și condusă de preotul Augustin Stuparu din Zoreni și din acest an până în prezent, de preotul Alexandru Pop, născut în acest sat.
În prezent sunt 69 familii cu un număr de 90 suflete, ultimii episcopi care au vizitat localitatea fiind Pr.S.Ep.Iuliu Hossu în anul 1936, și Pr.S.Ep. Vasile Someșanul în anul 2009.

## Imagini din interior

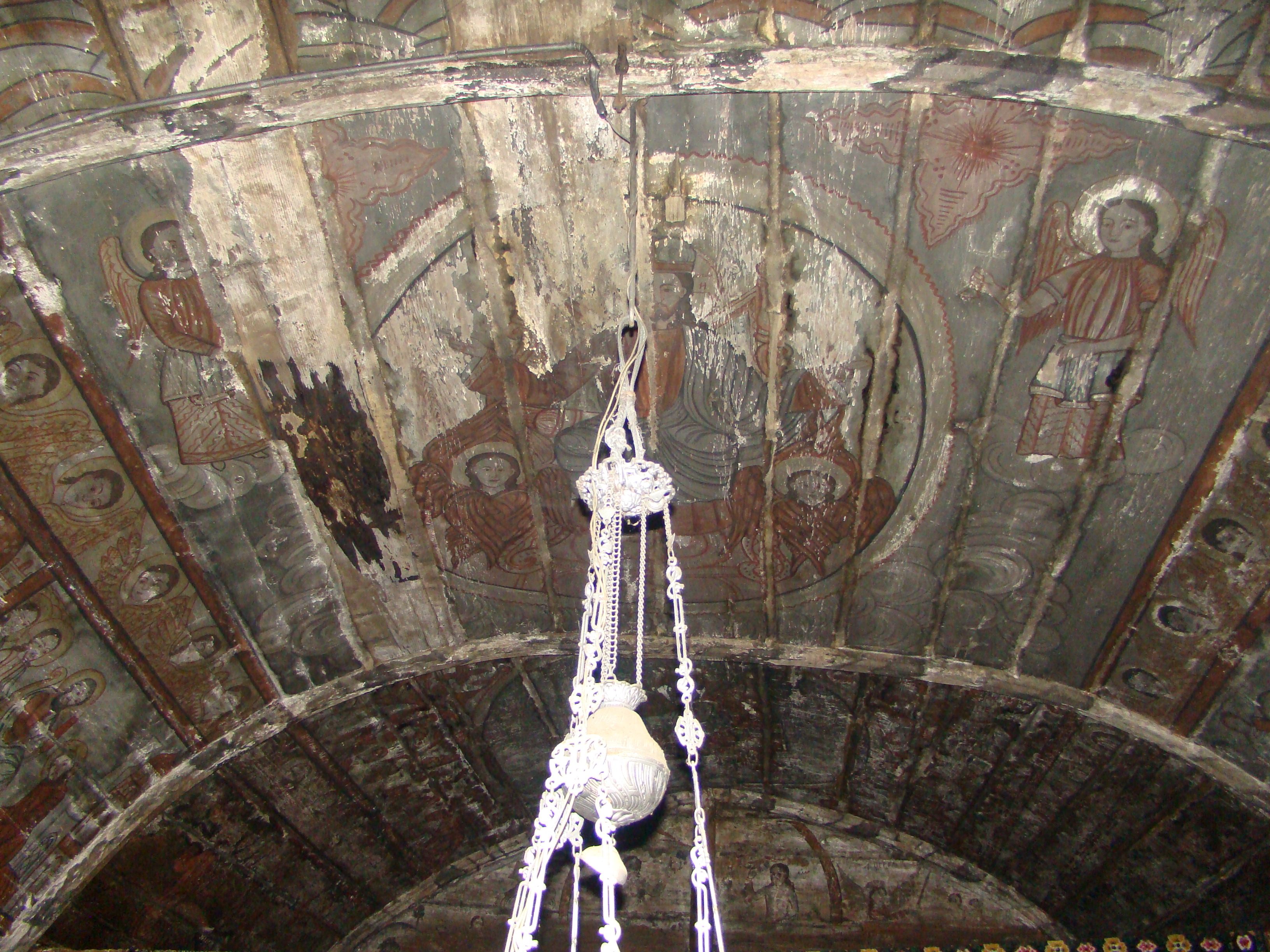
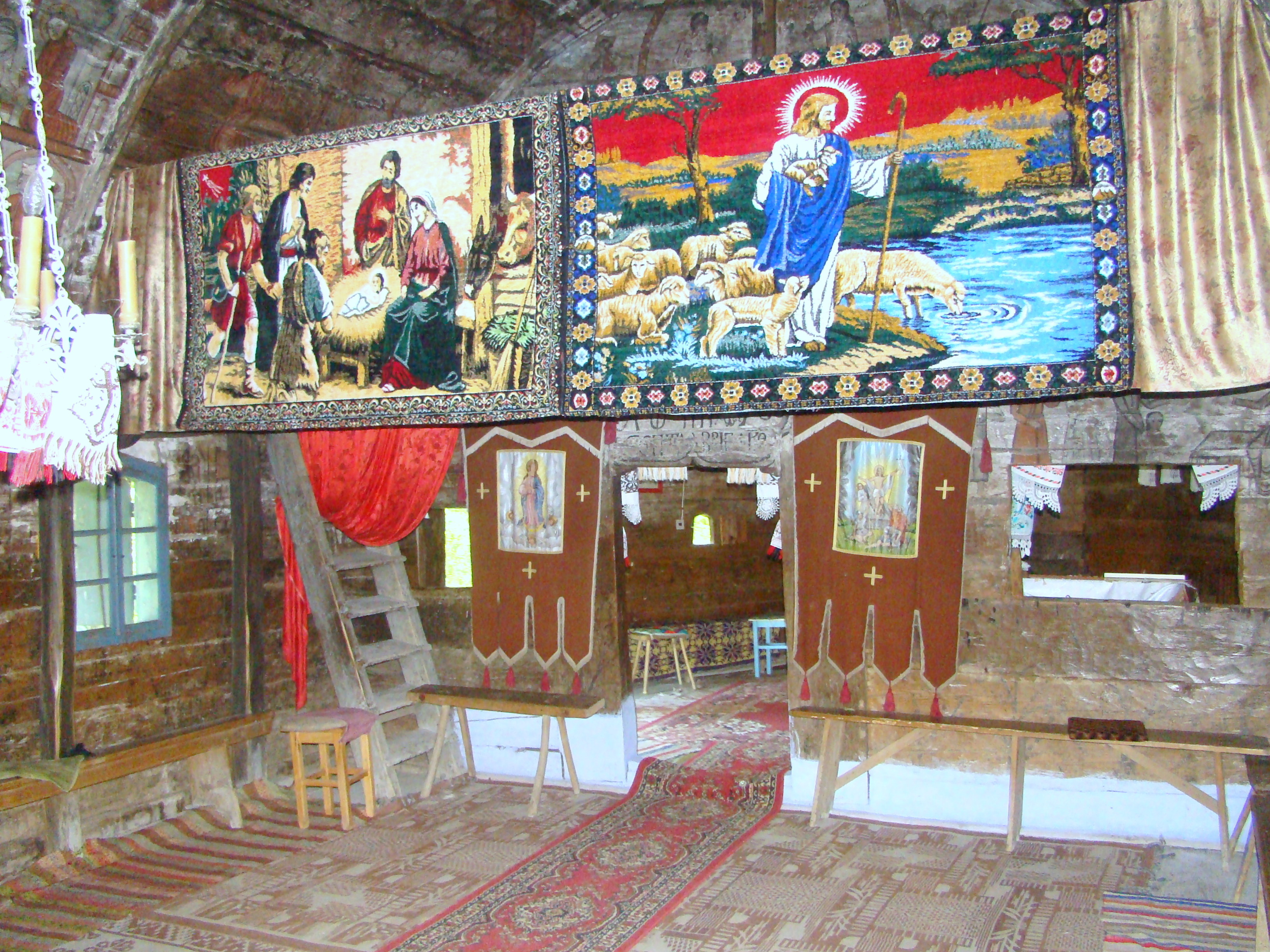
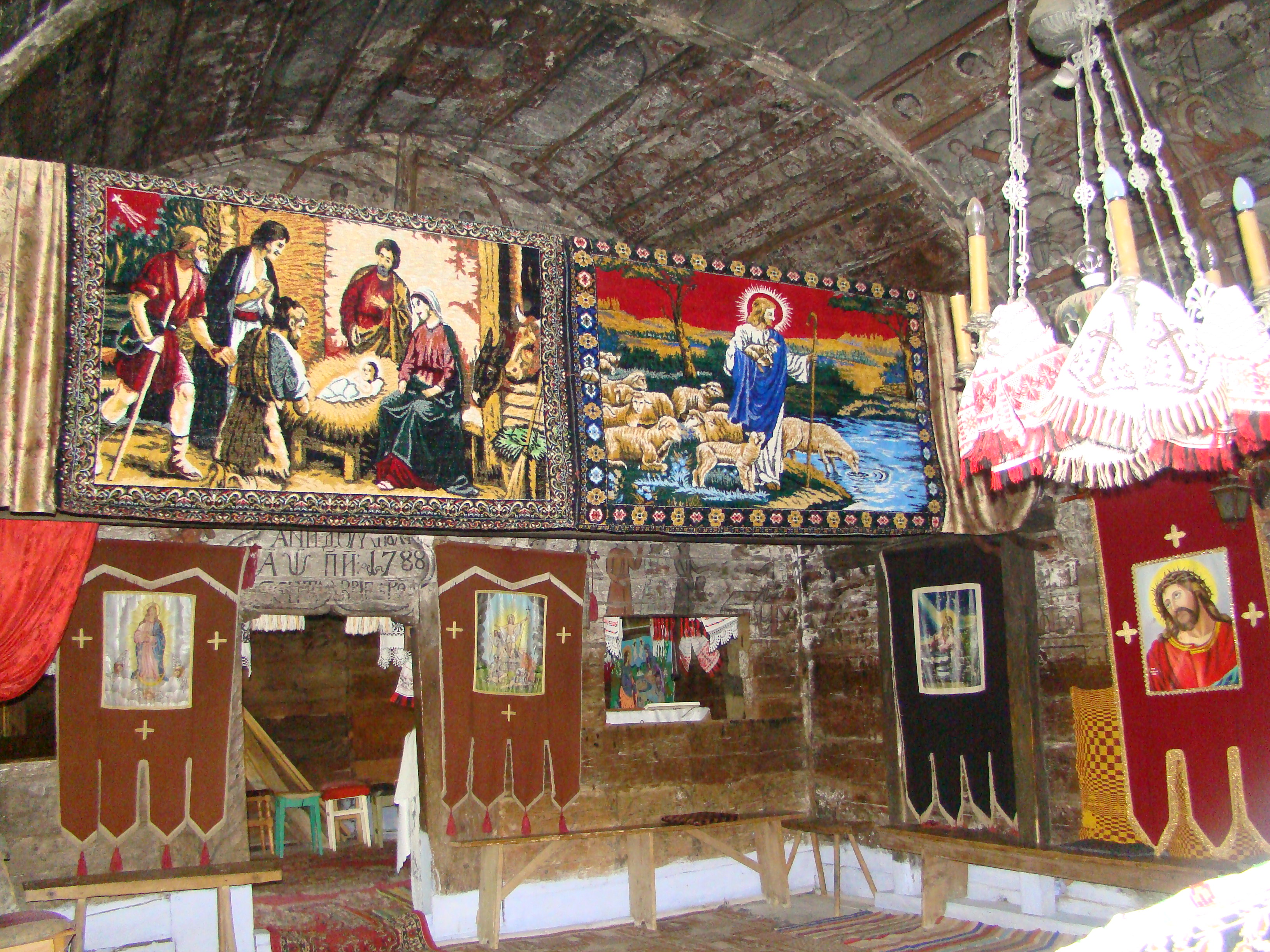
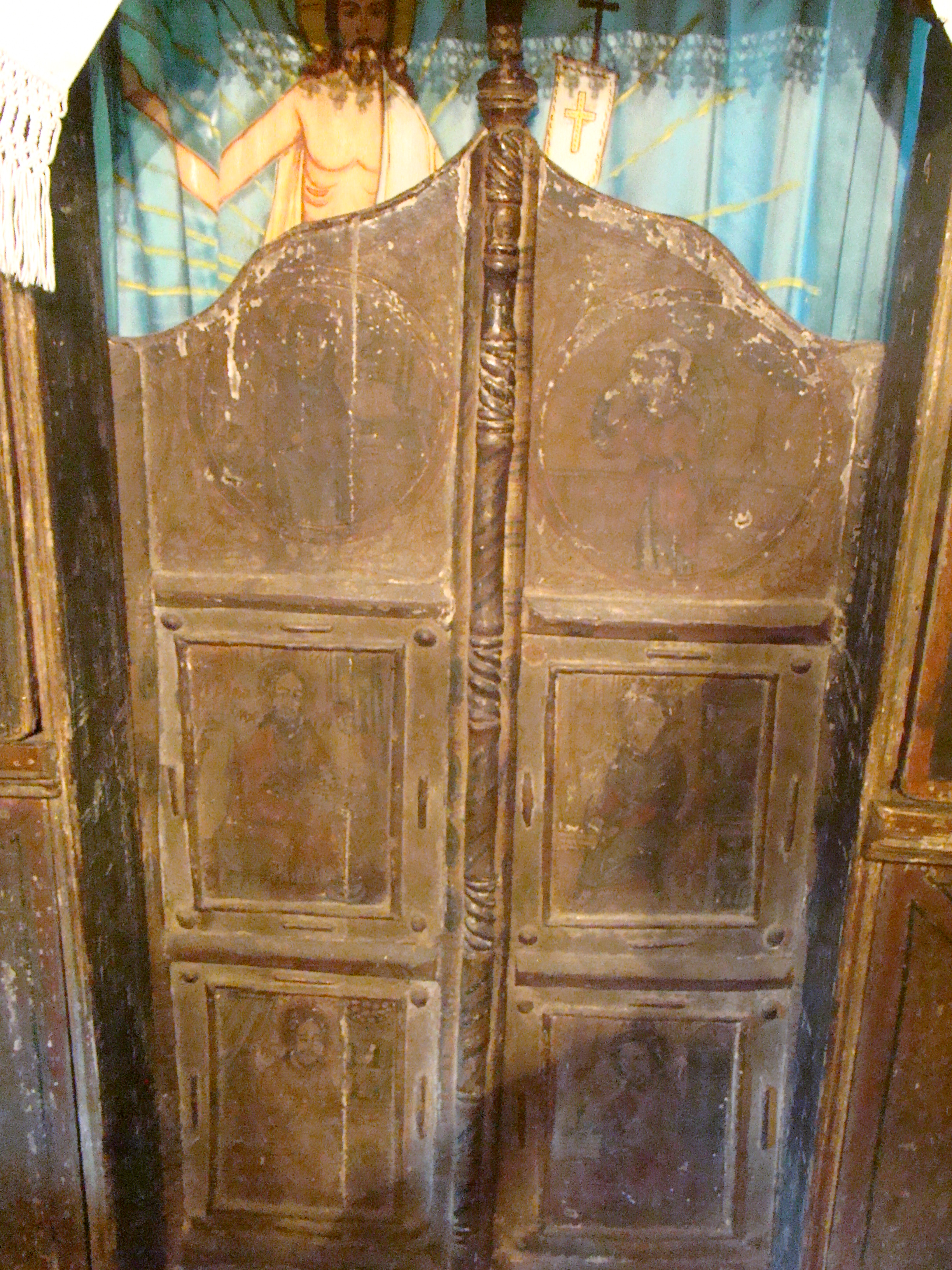
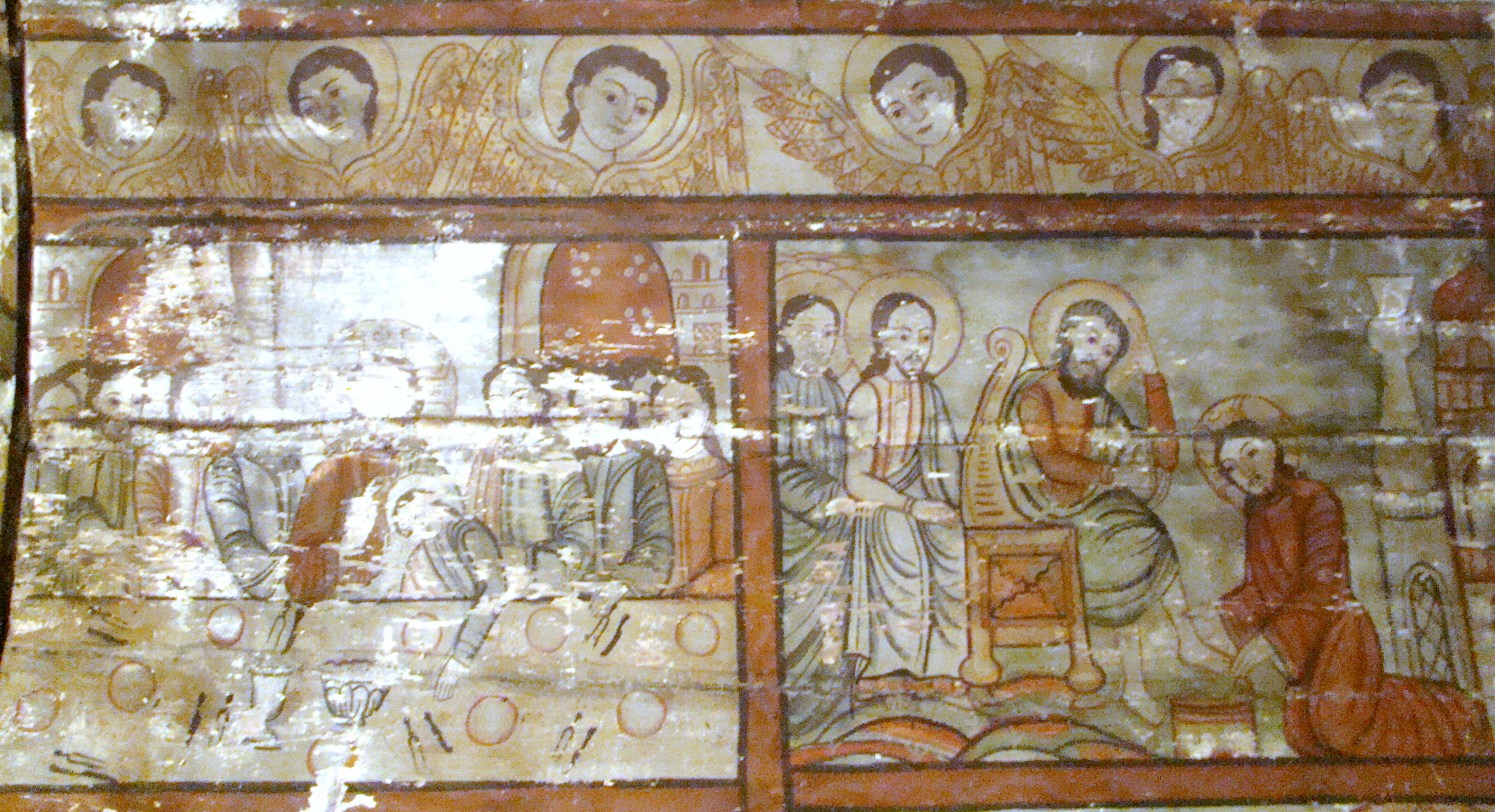
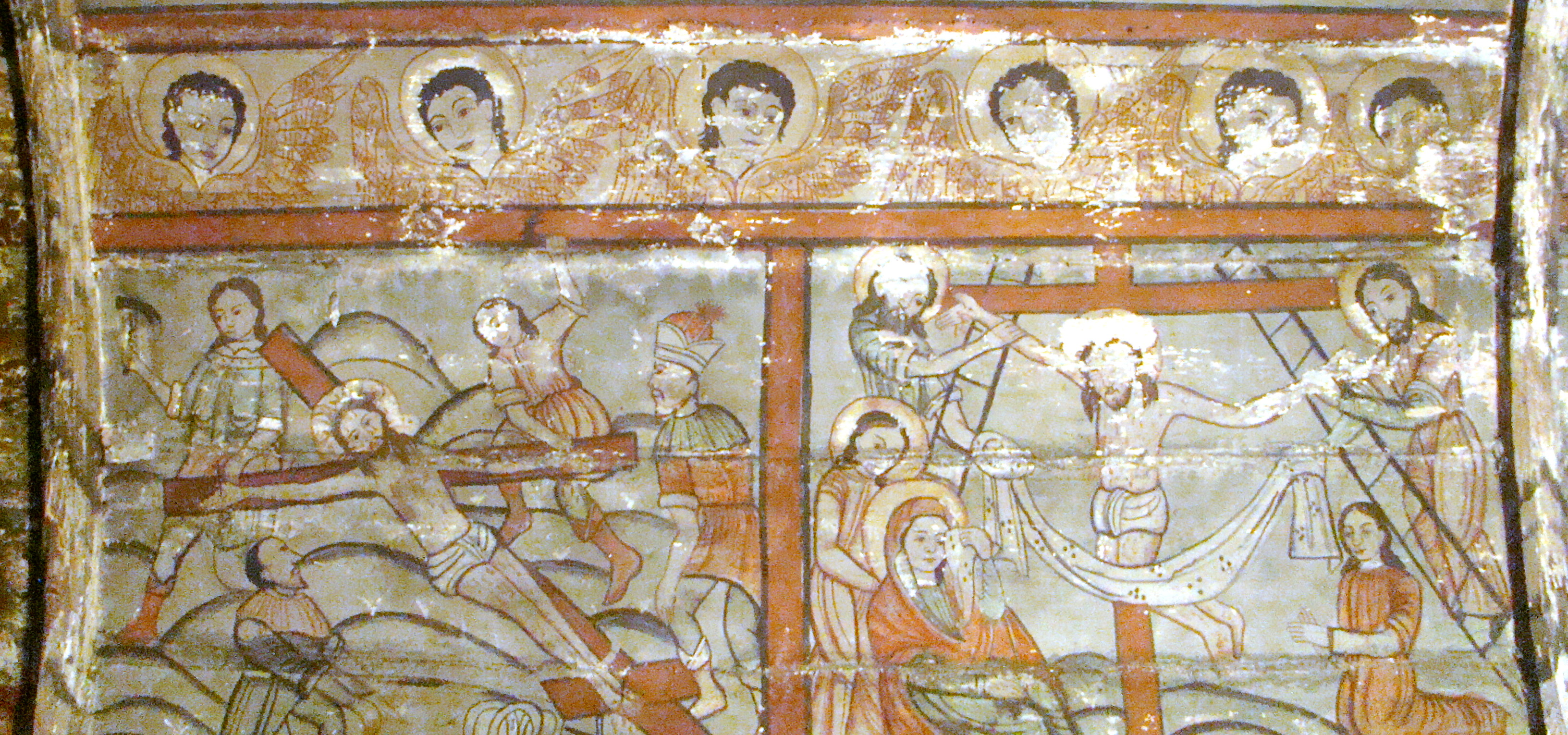
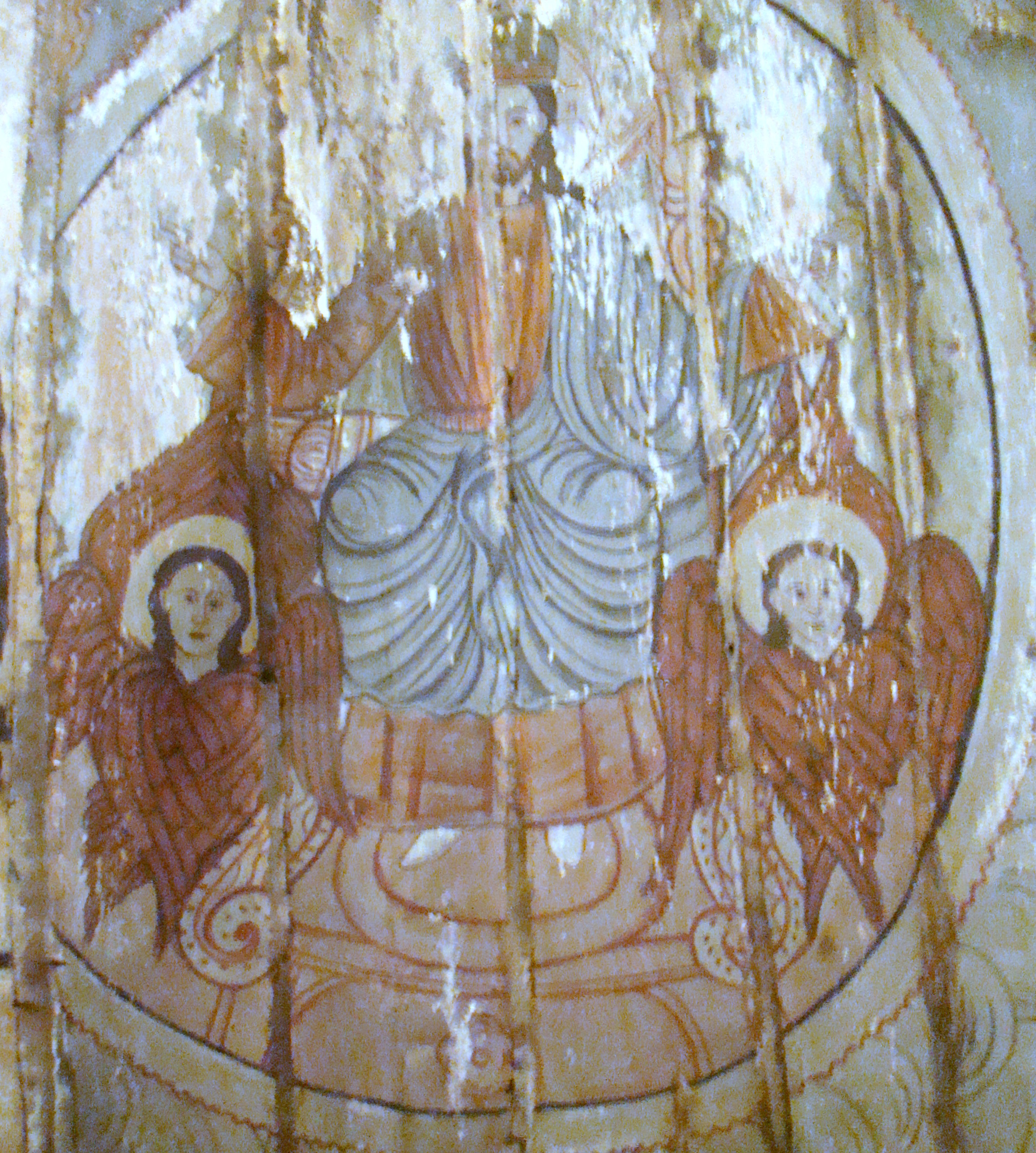
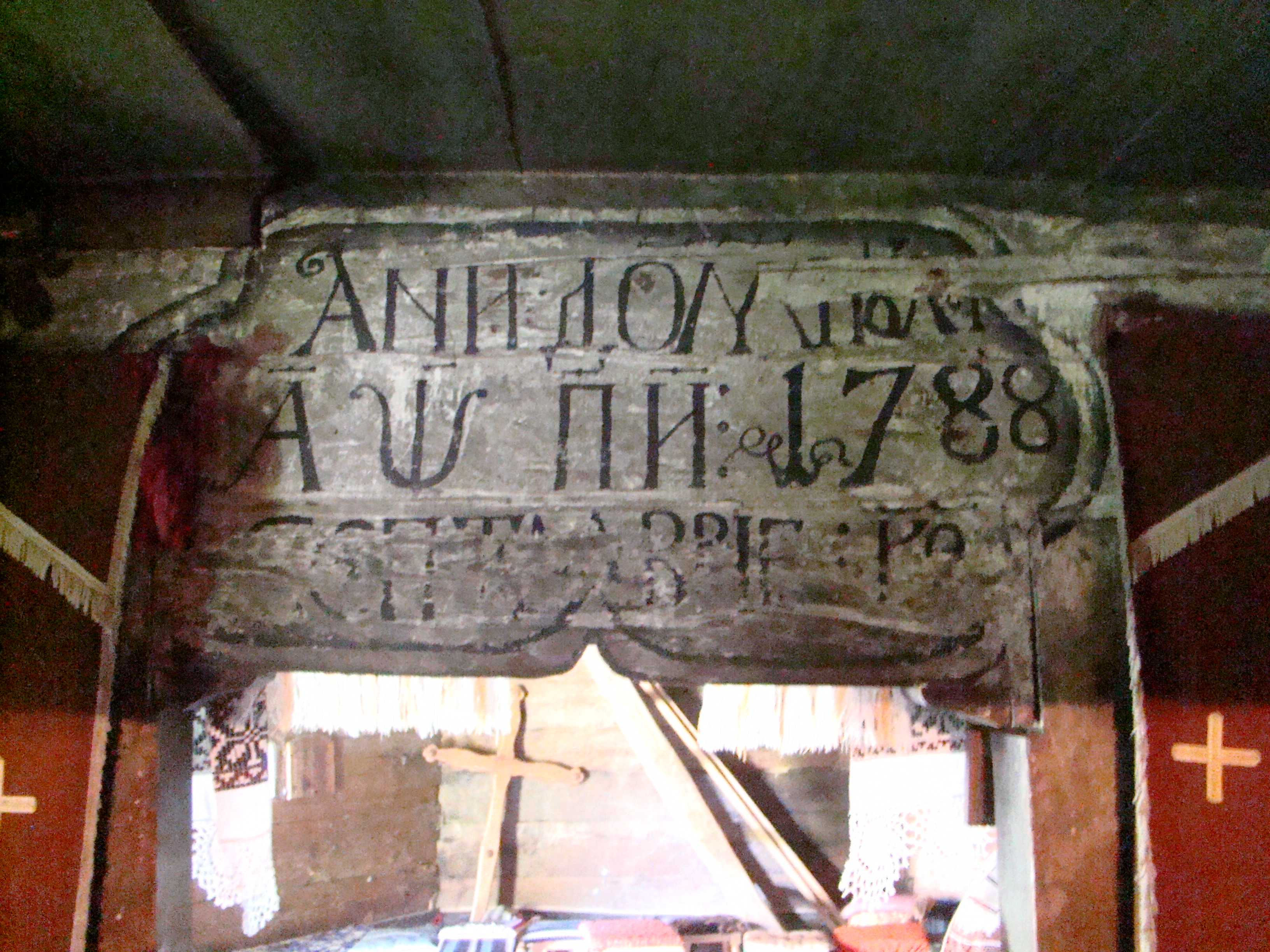
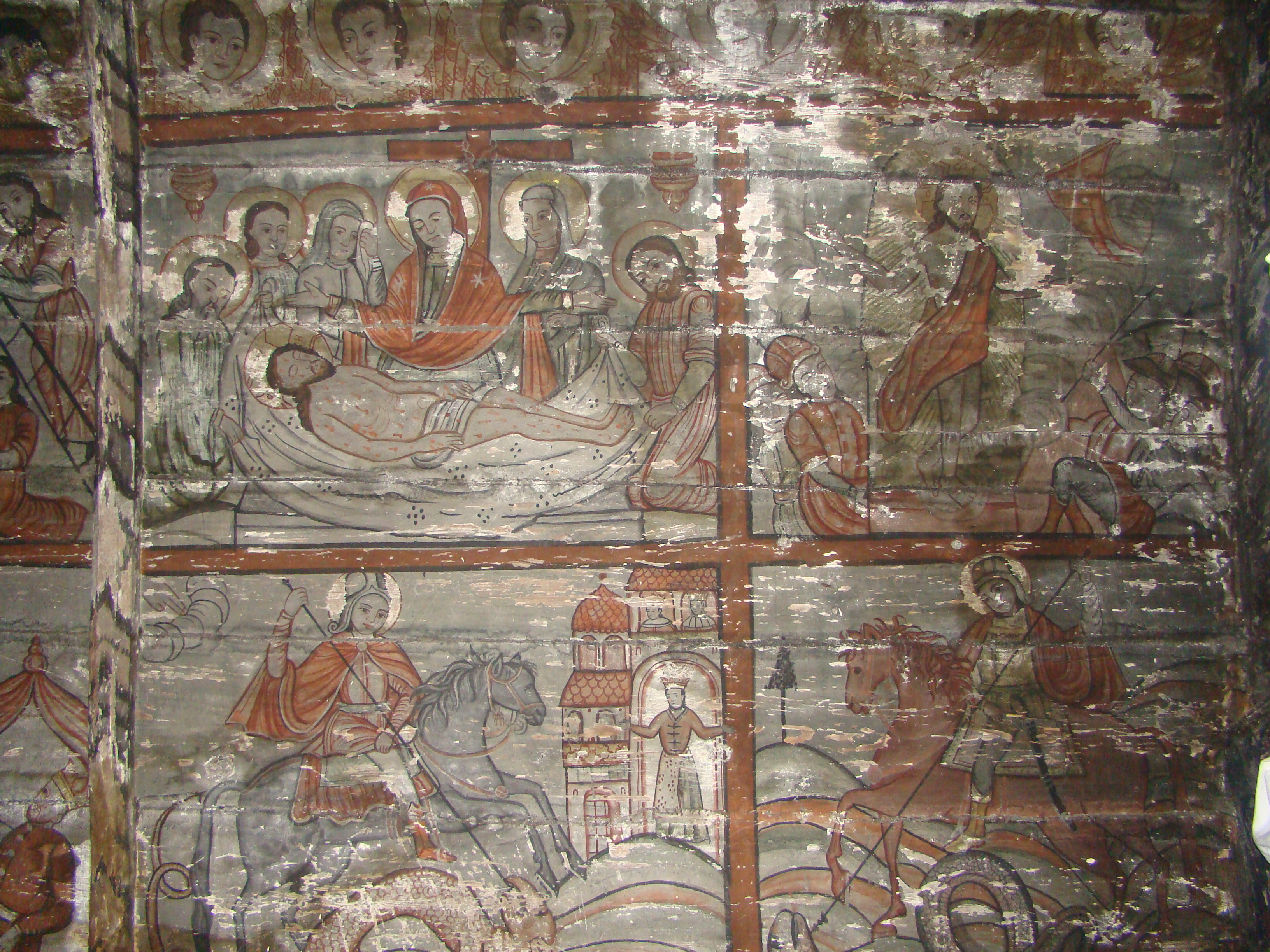
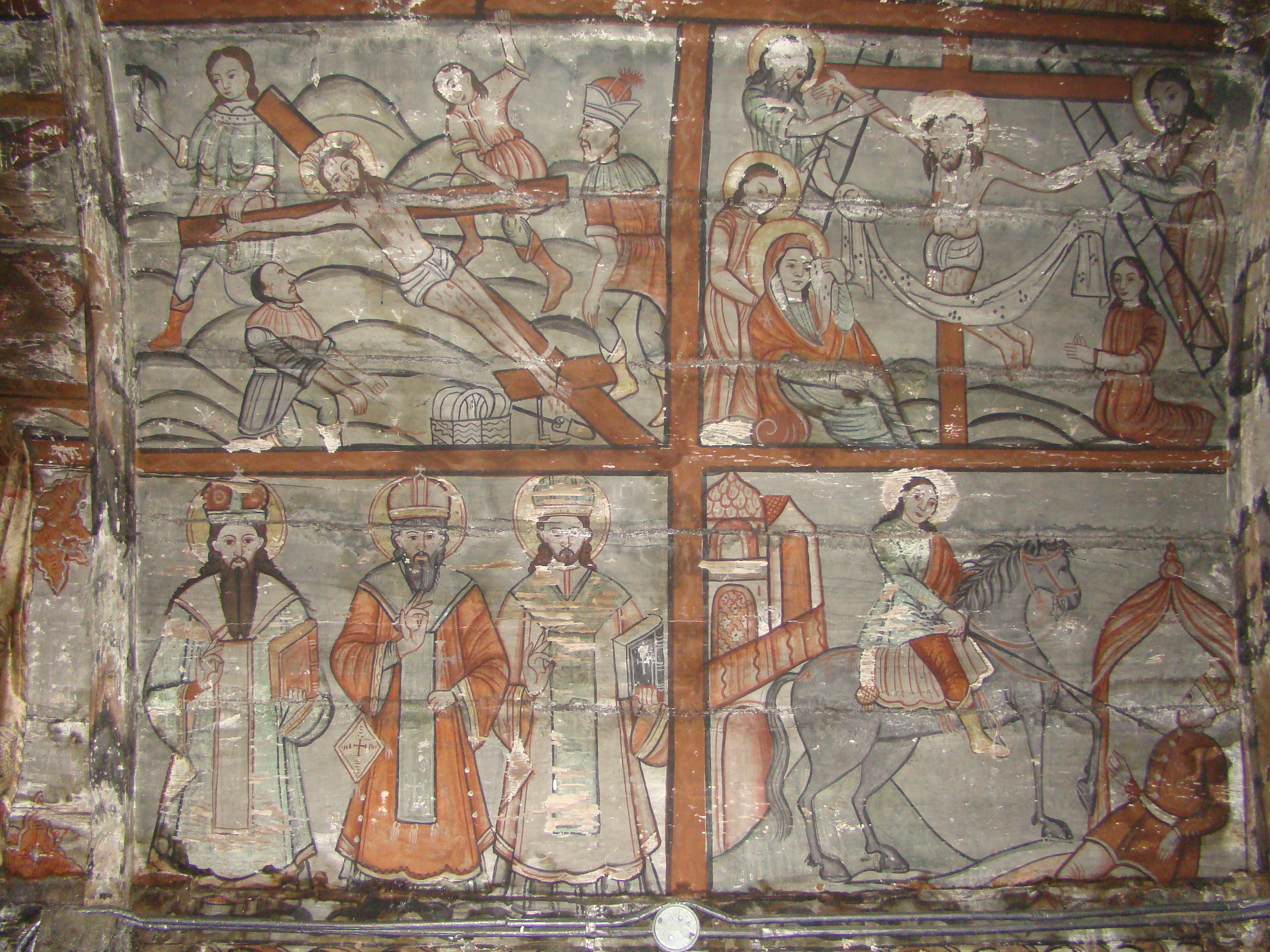
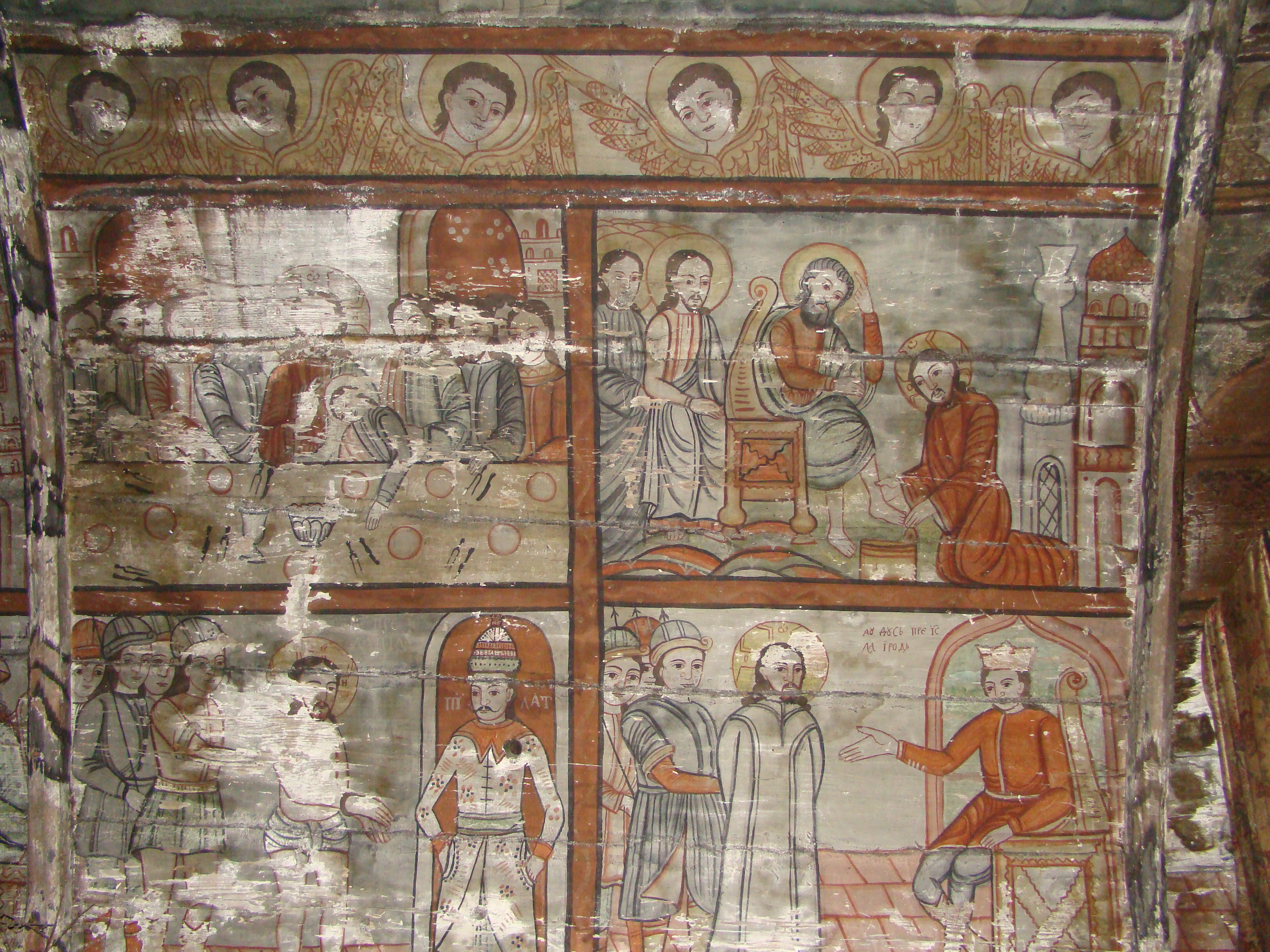
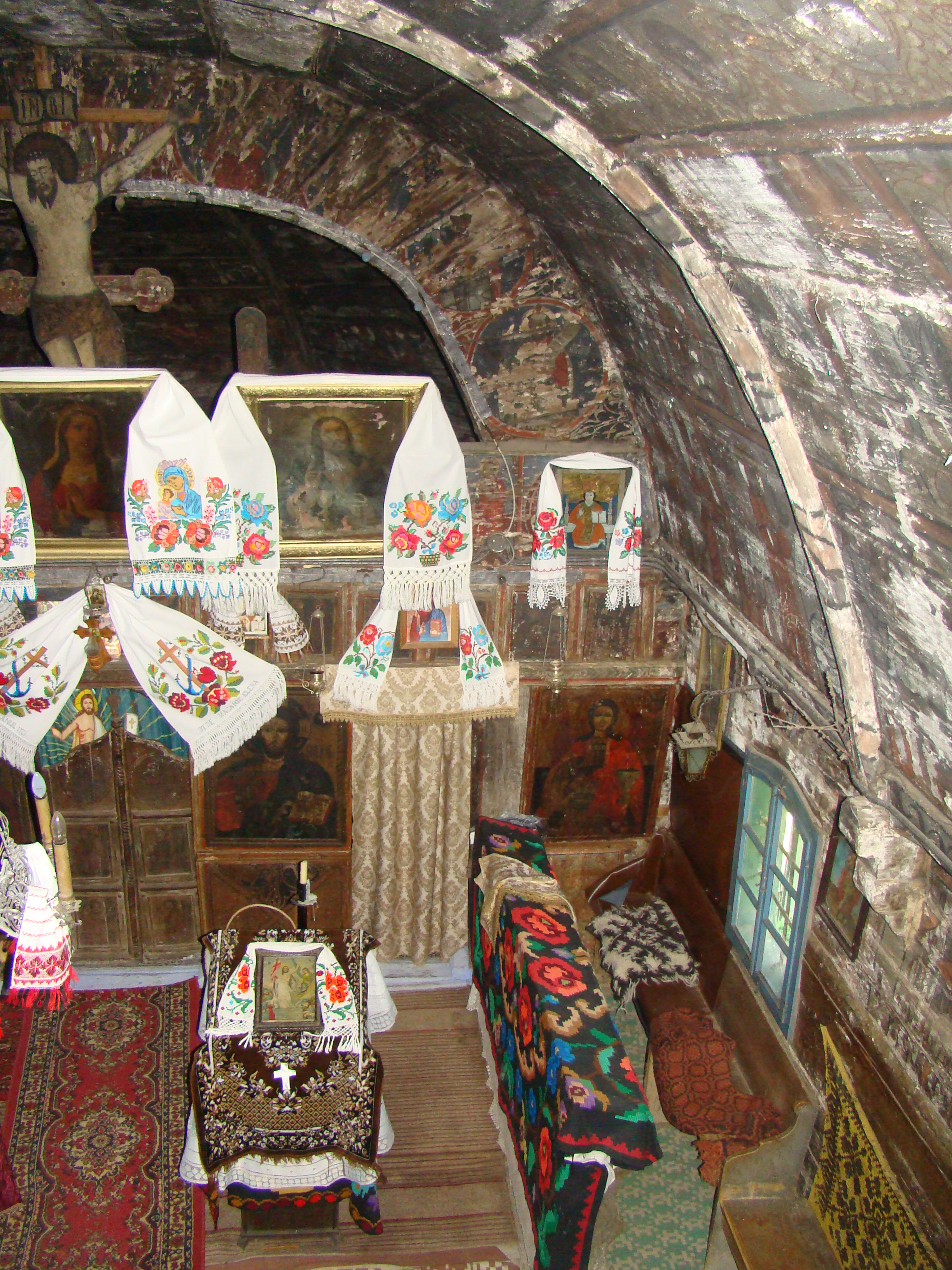
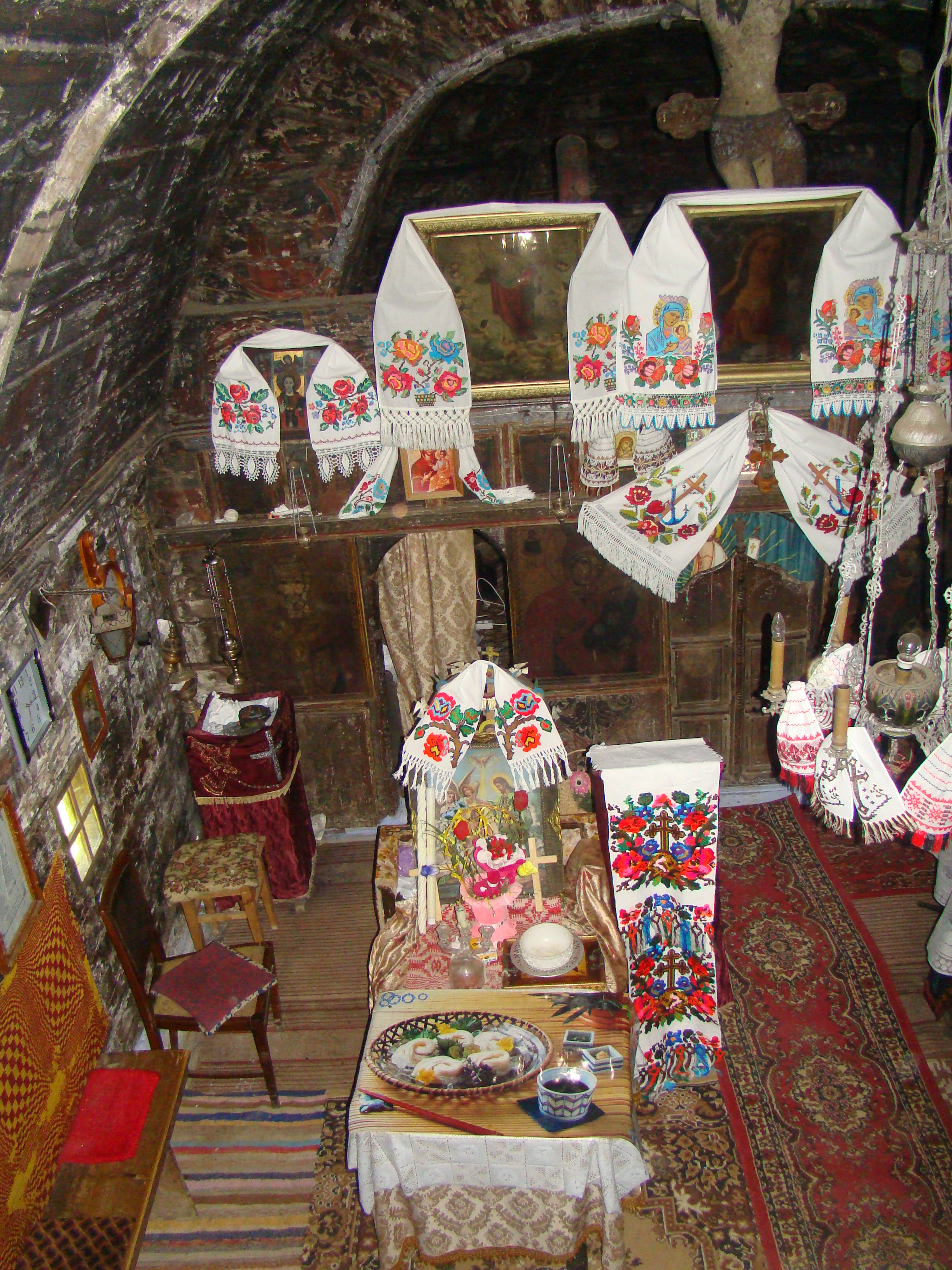
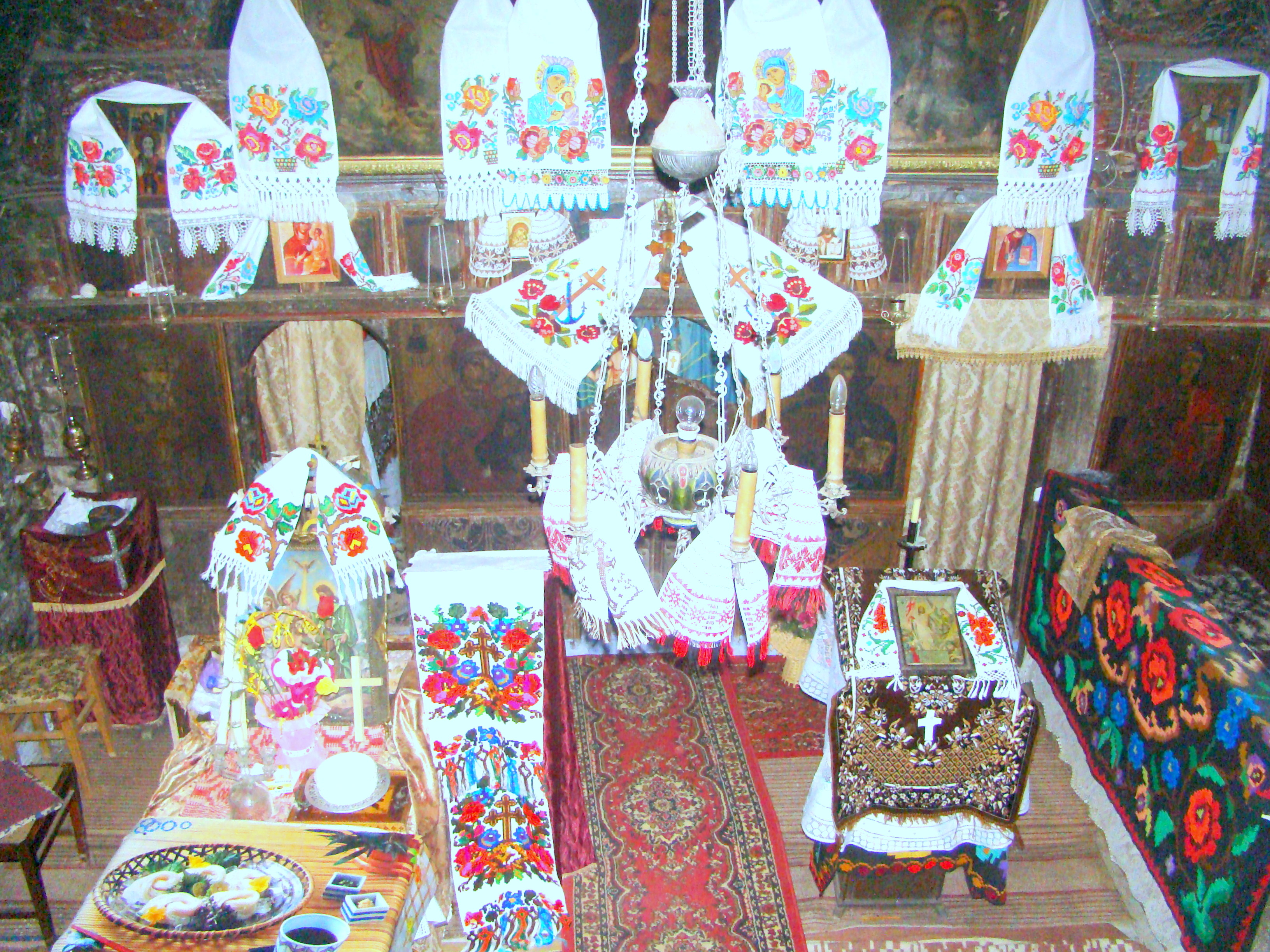
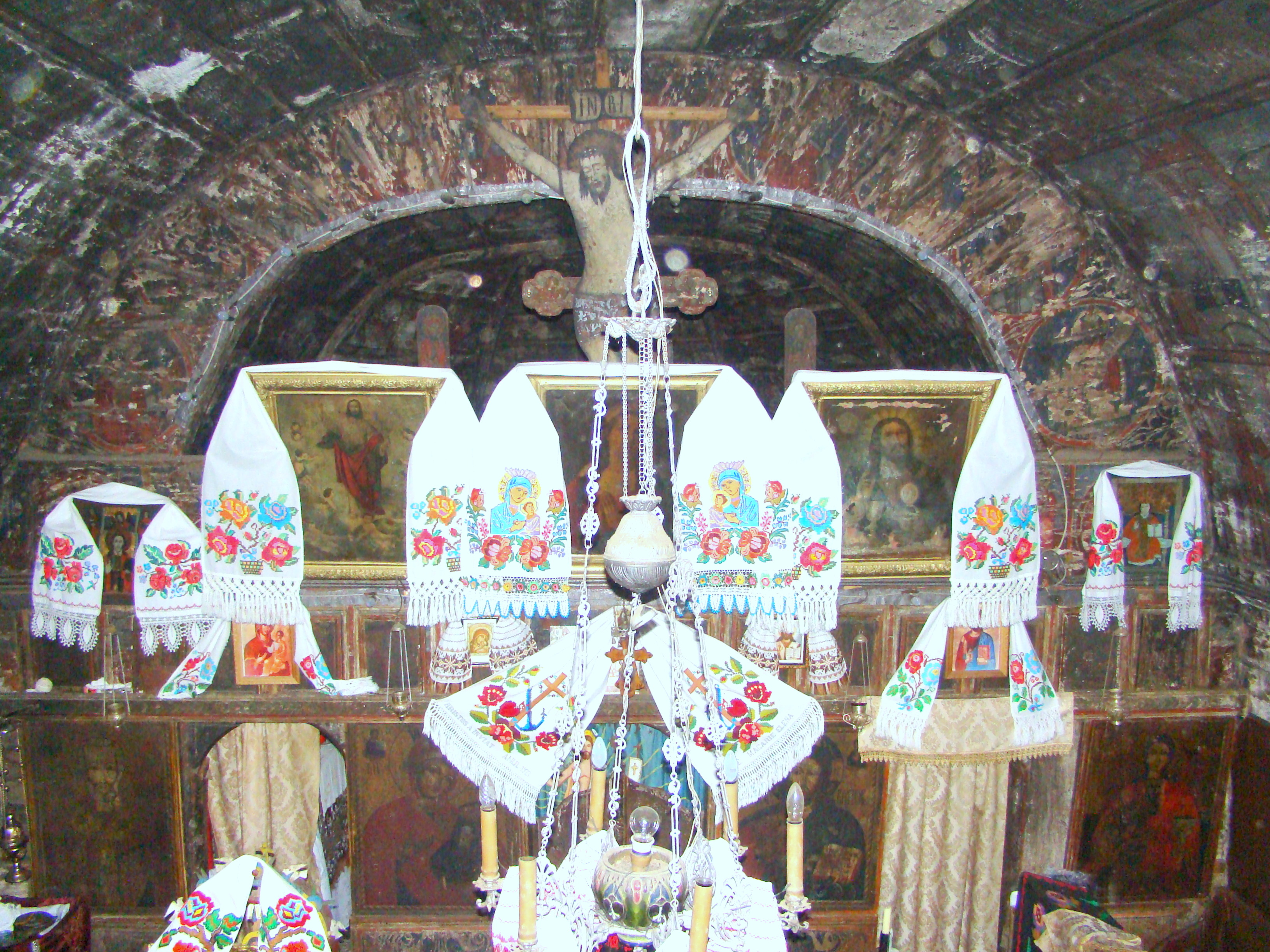
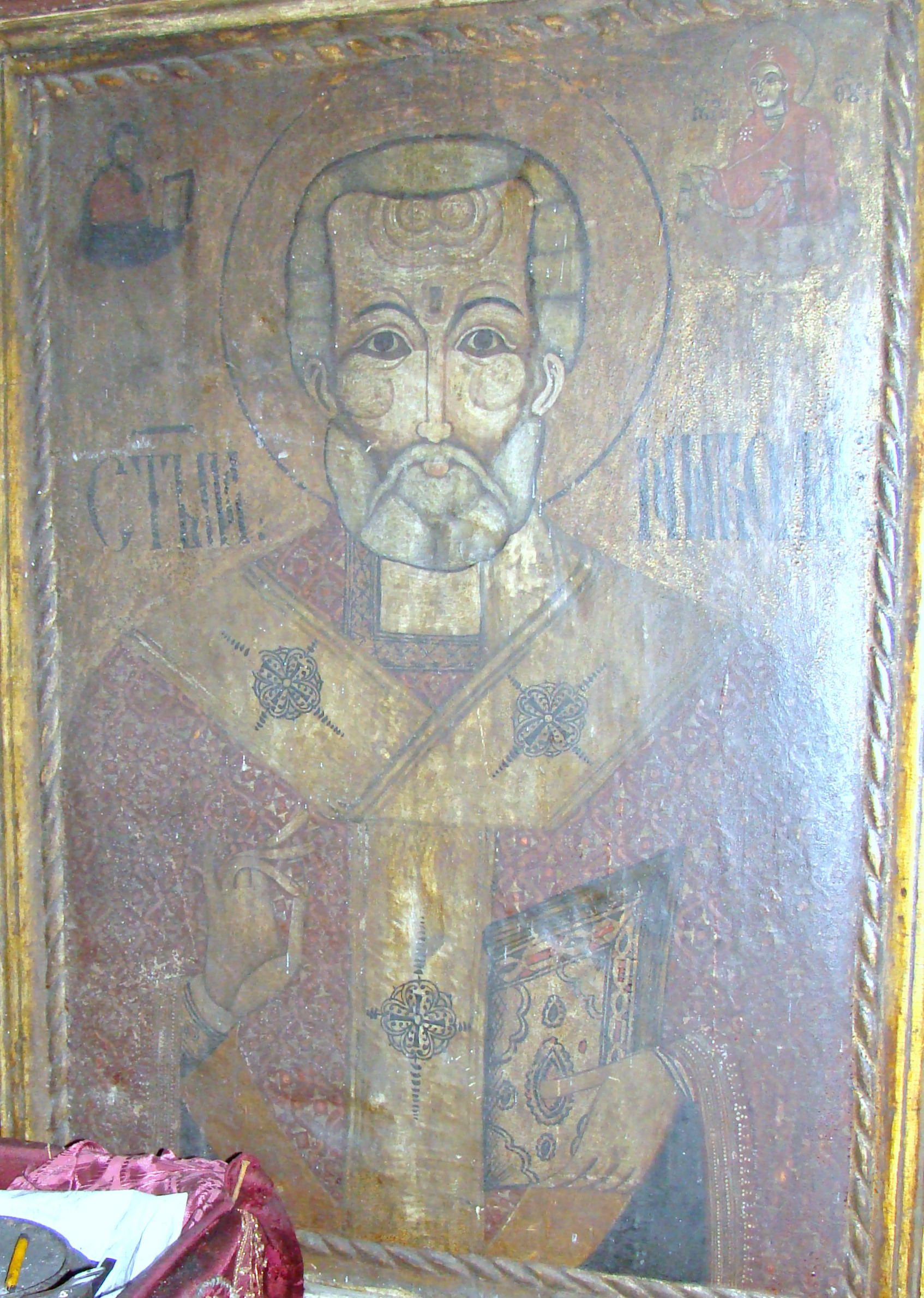
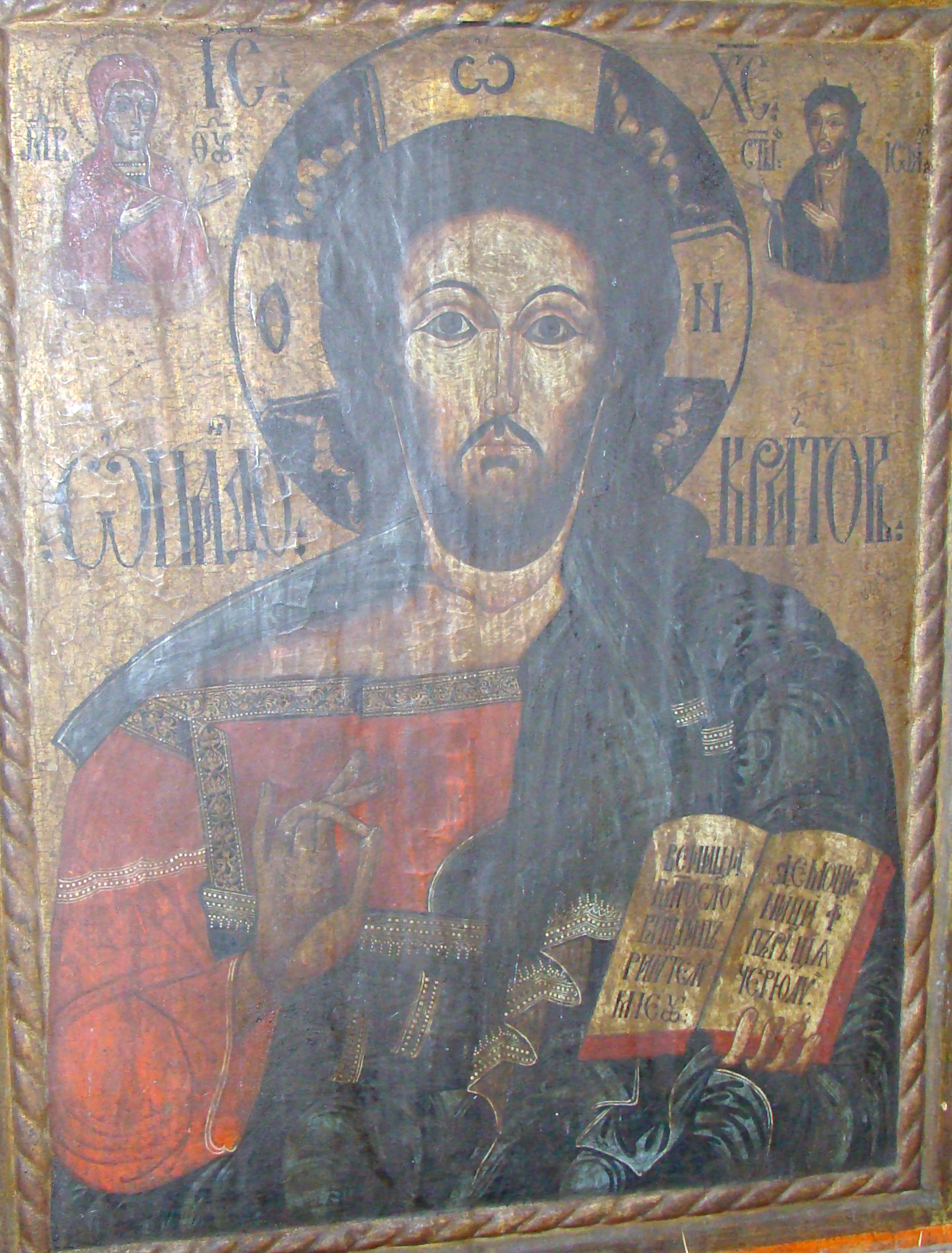
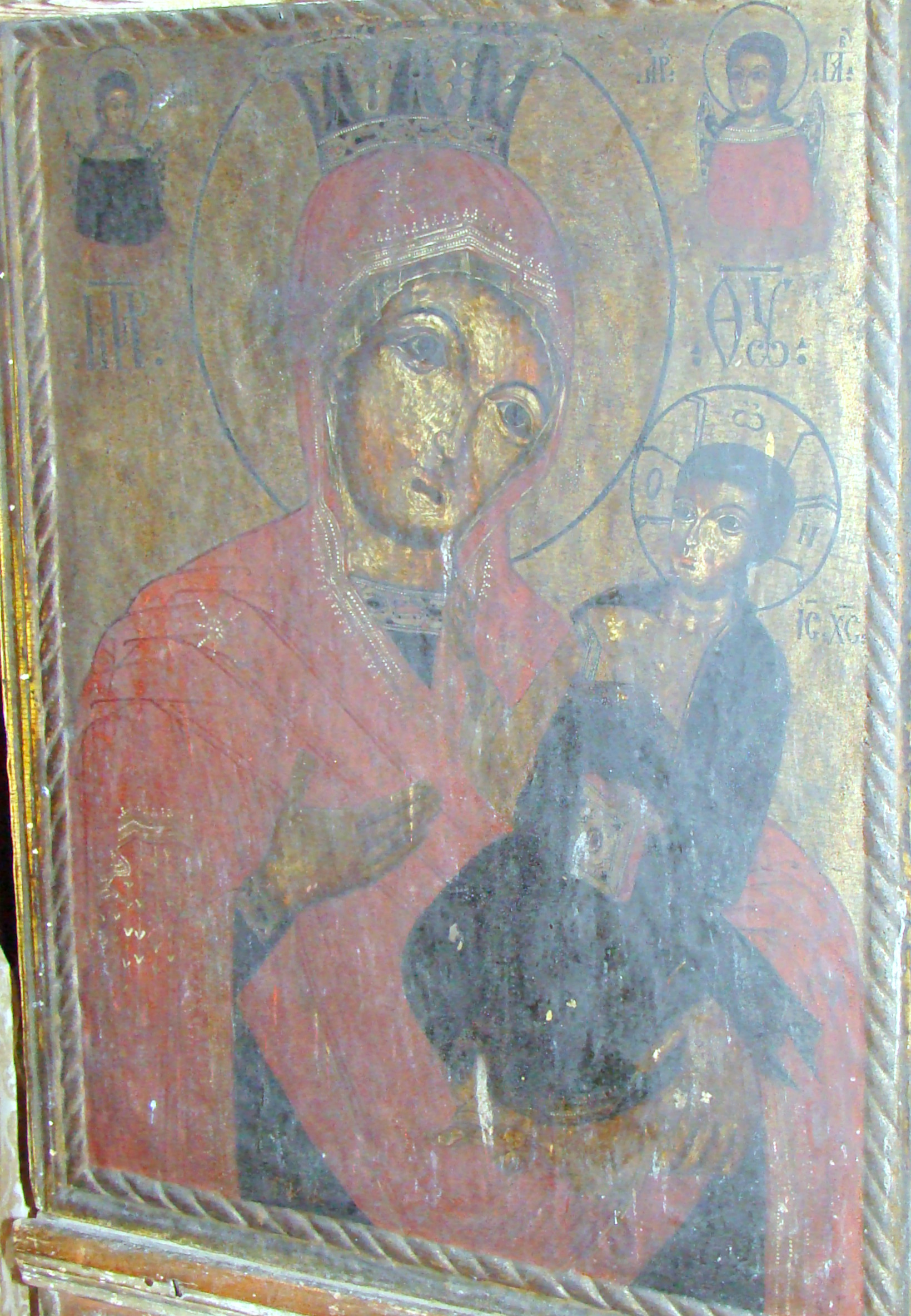
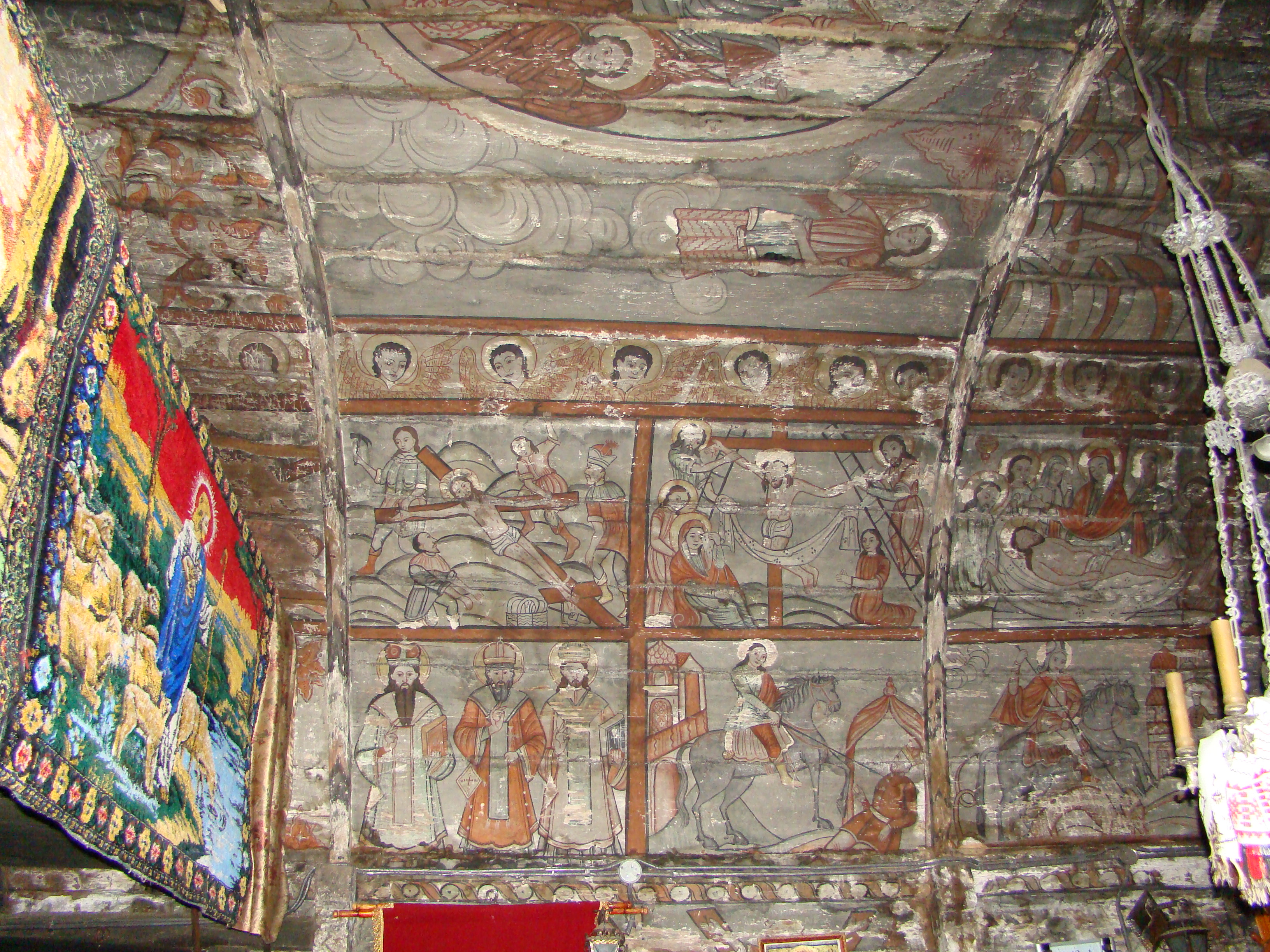
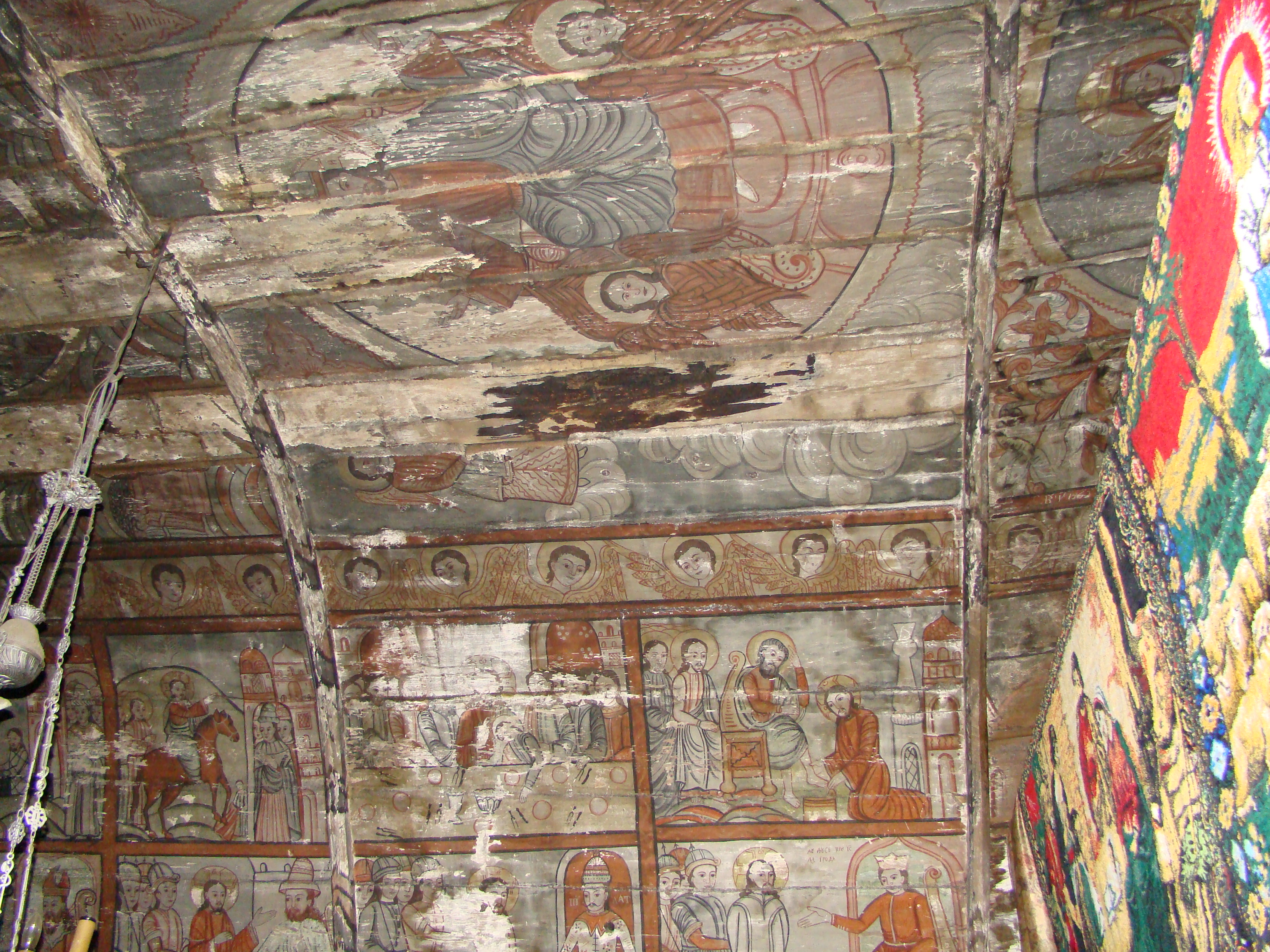
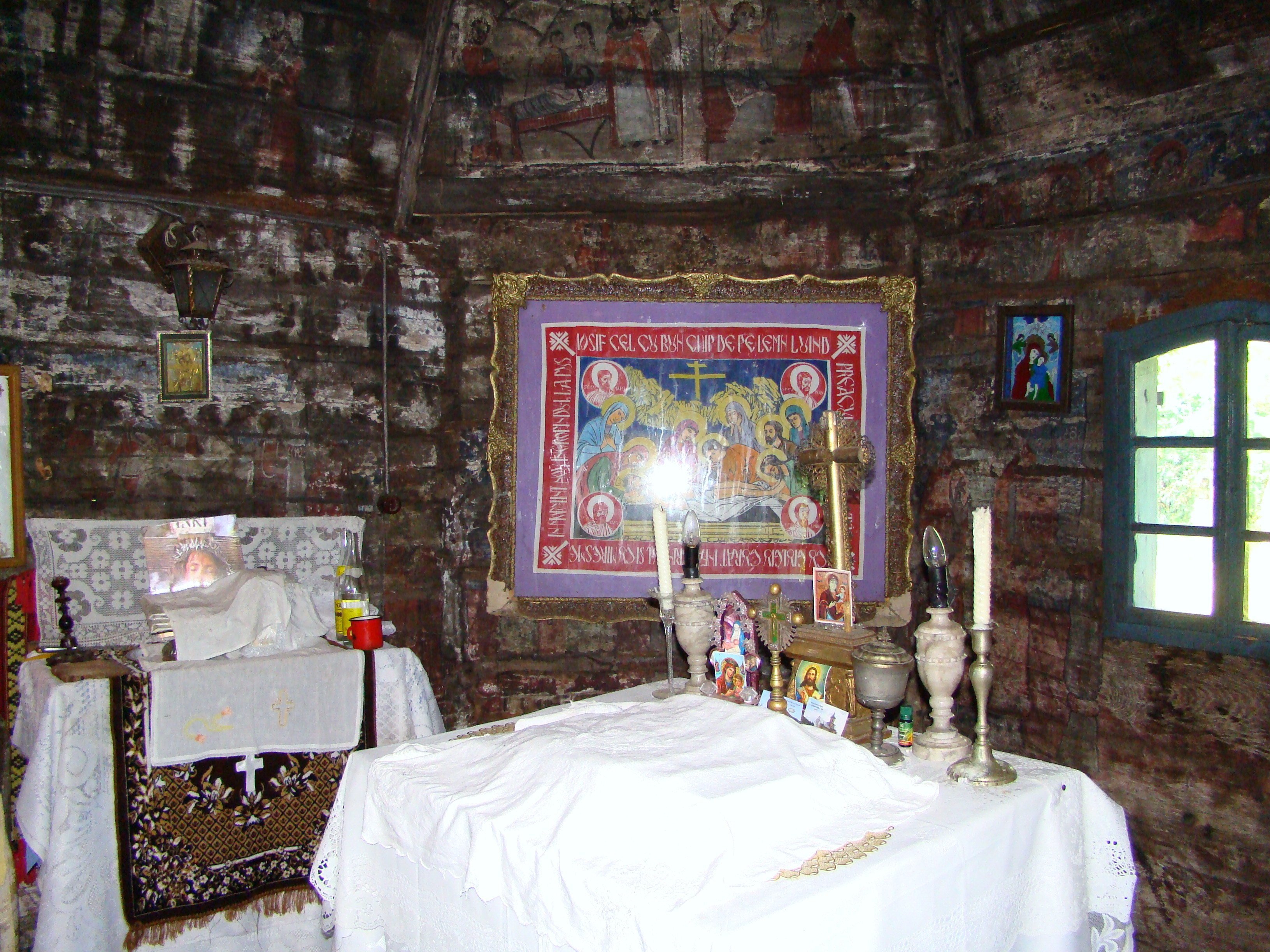
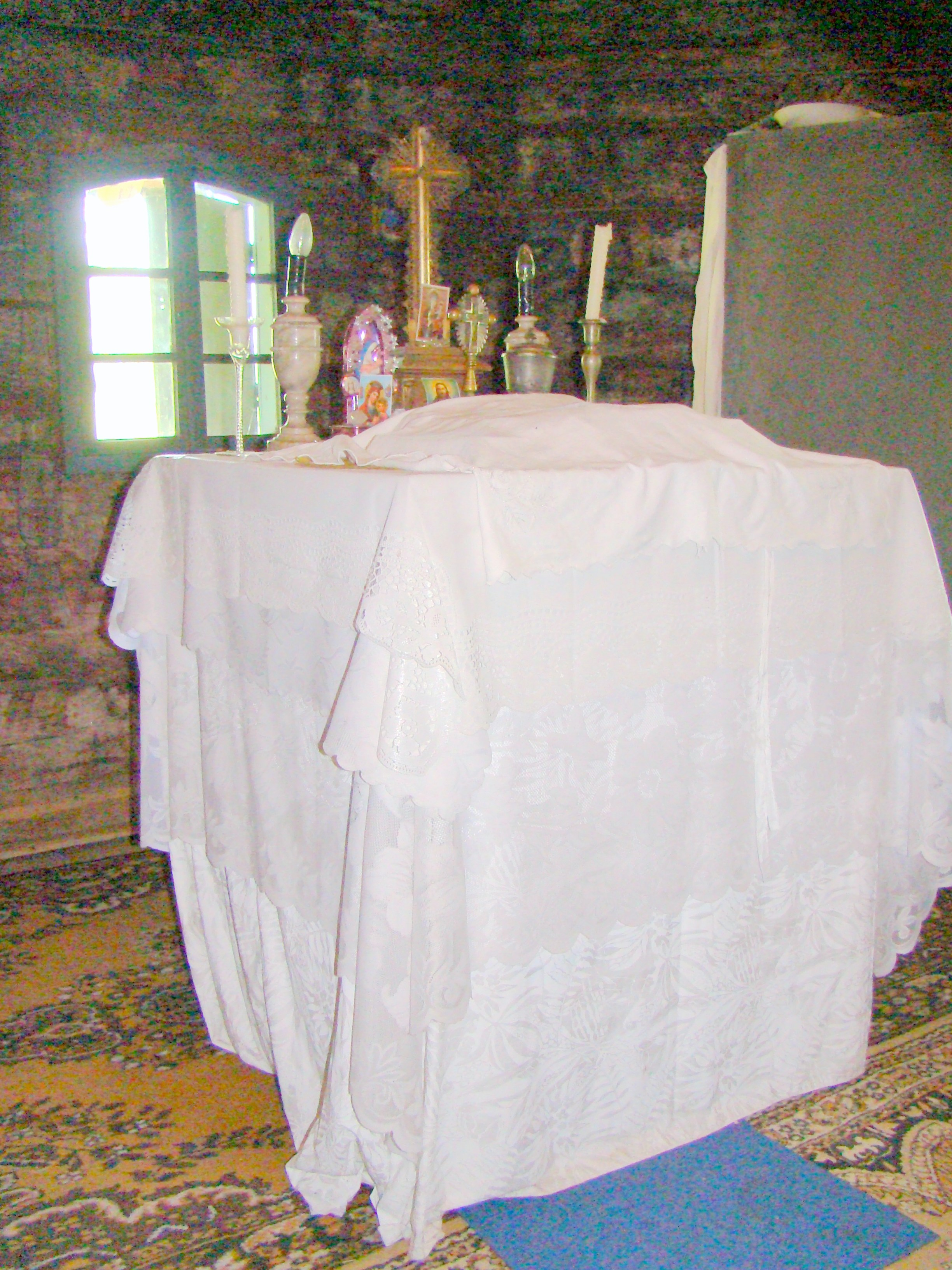

## Imagini din exterior

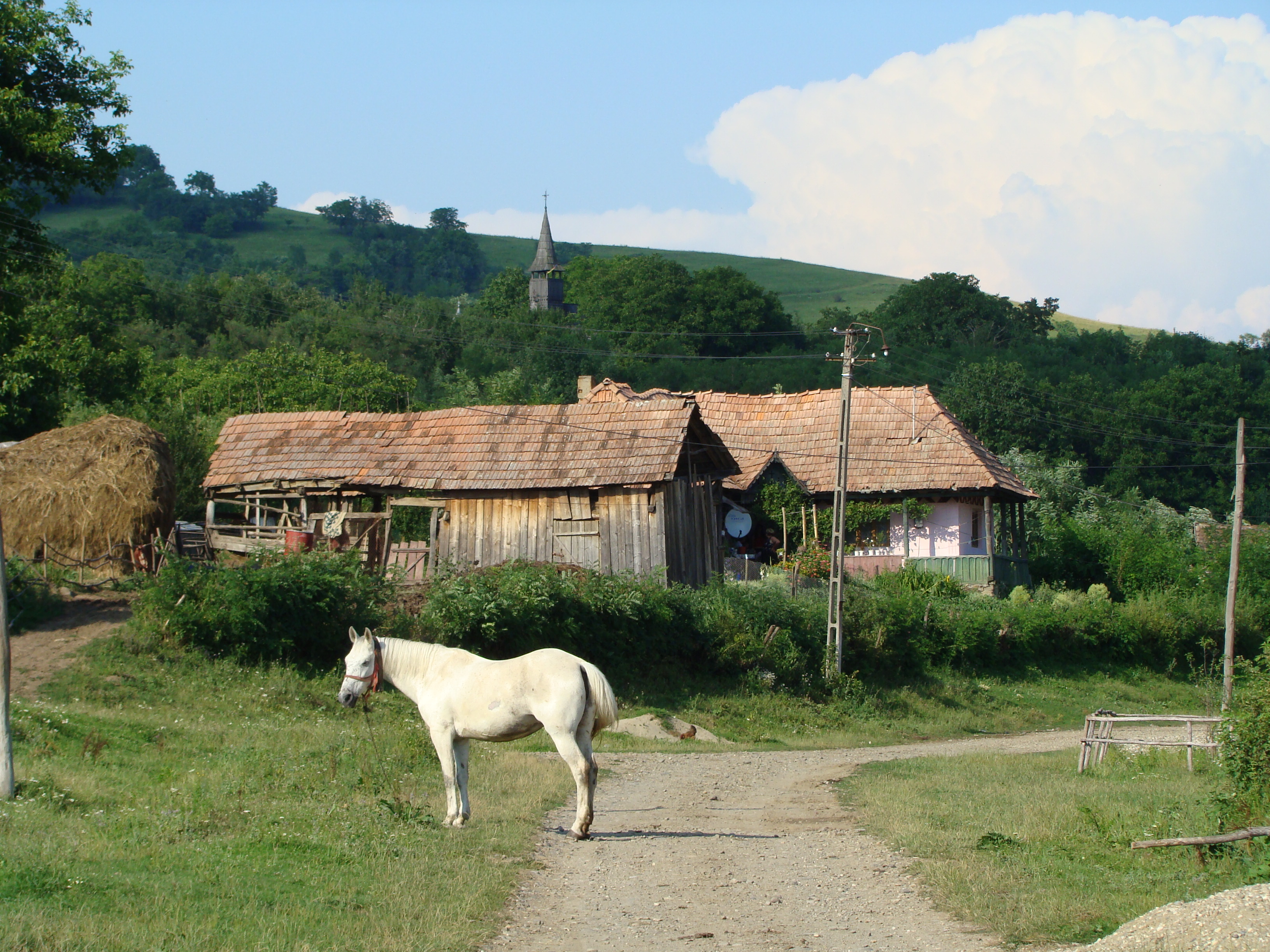
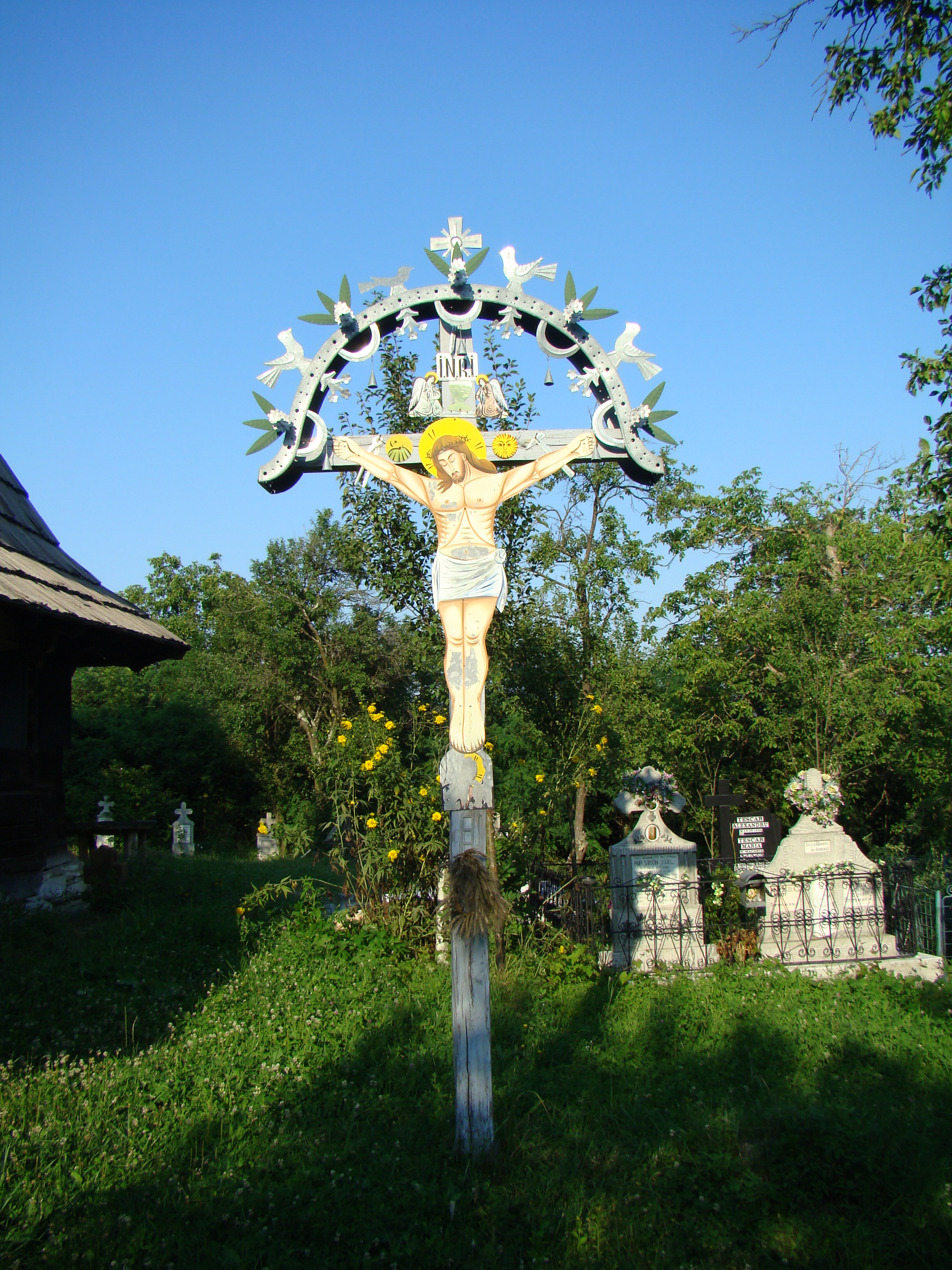
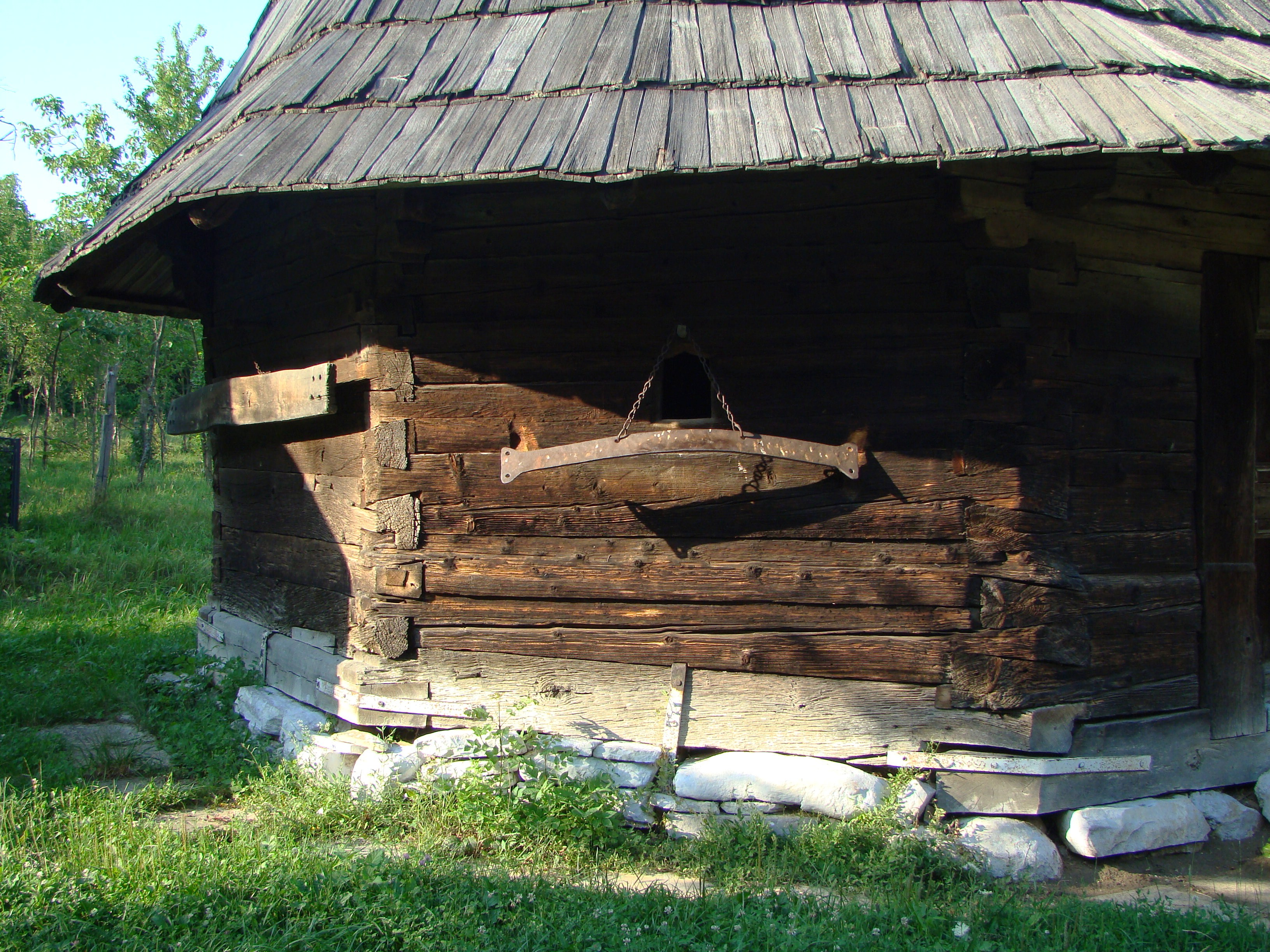
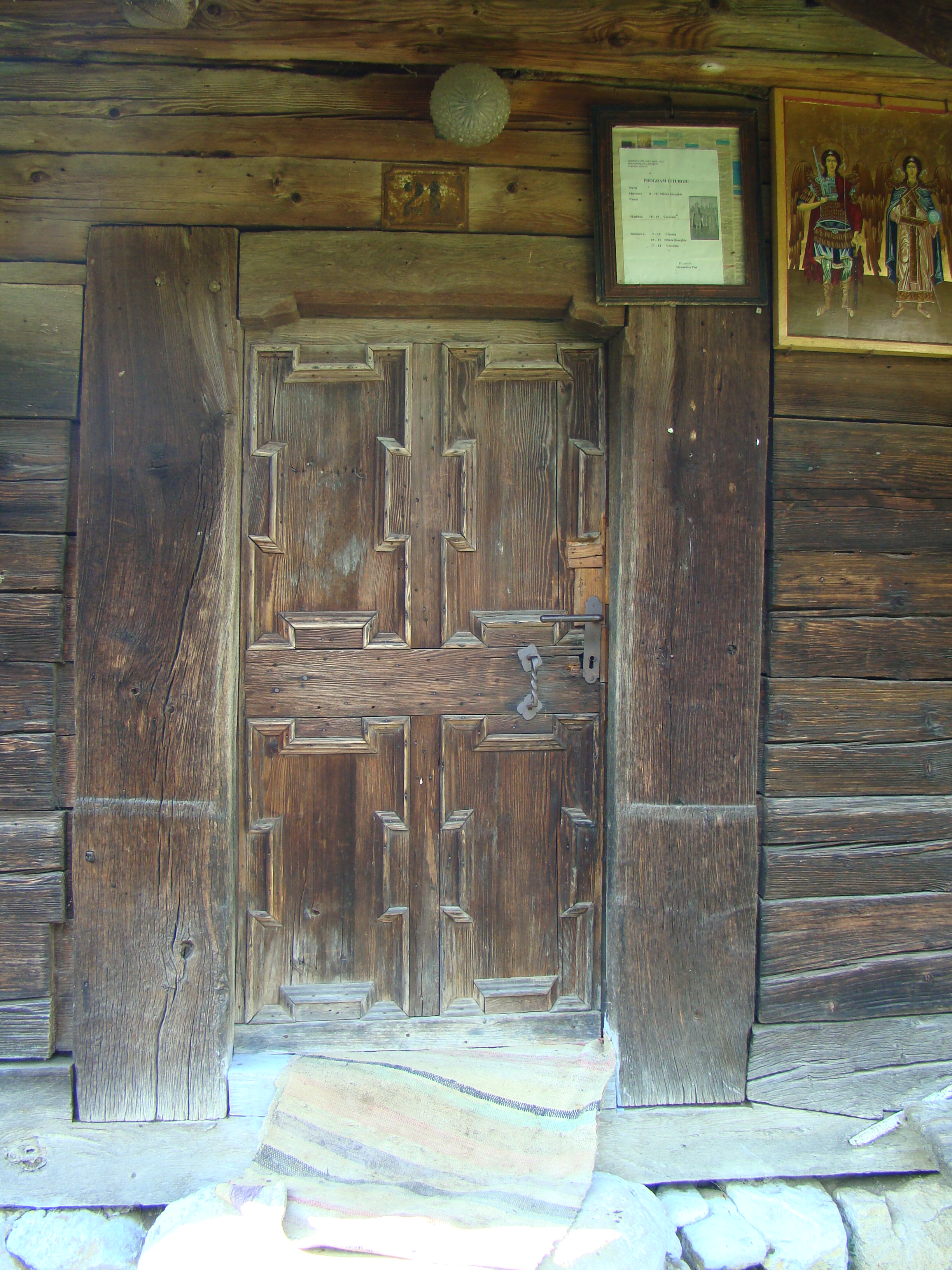
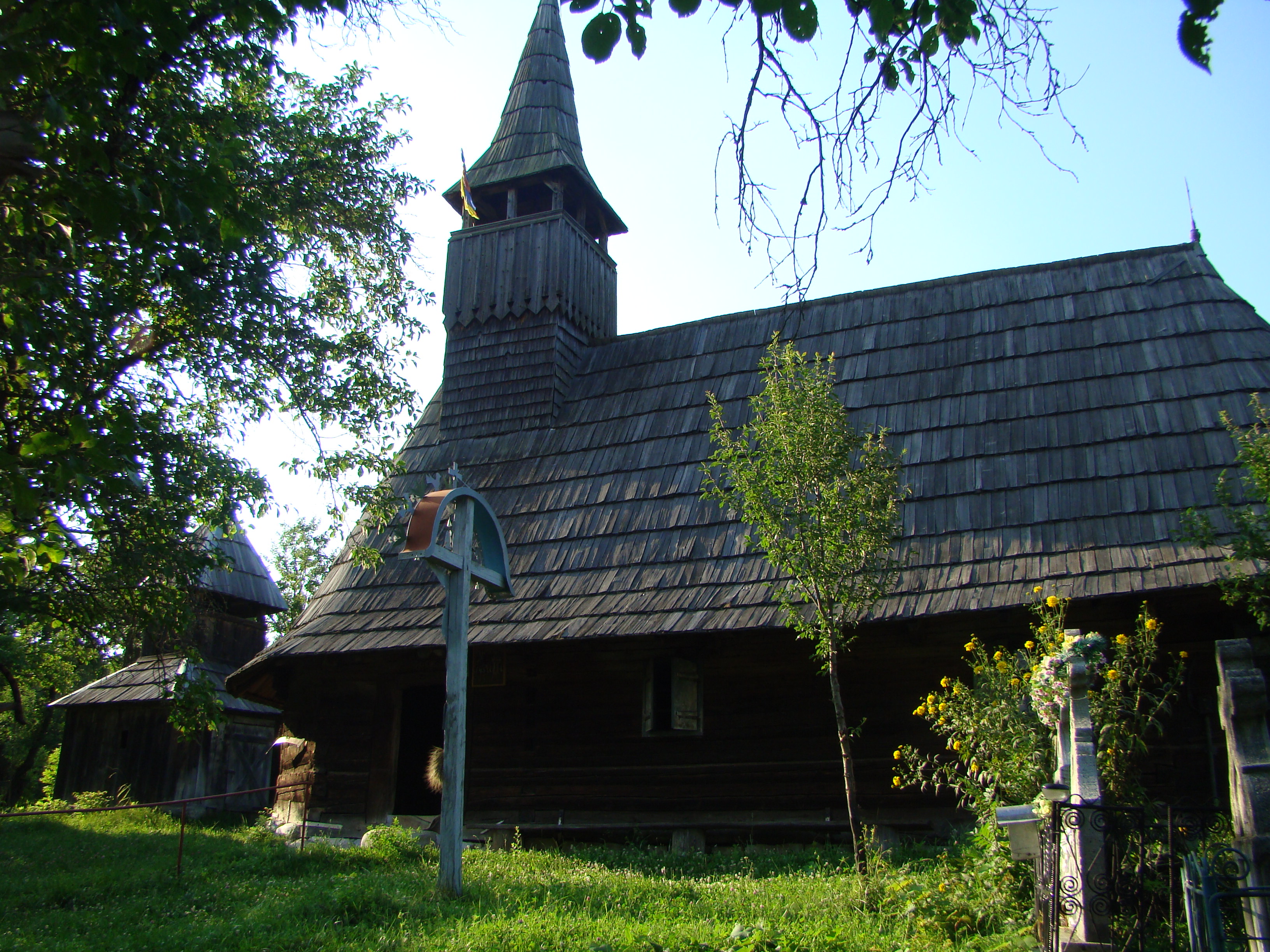
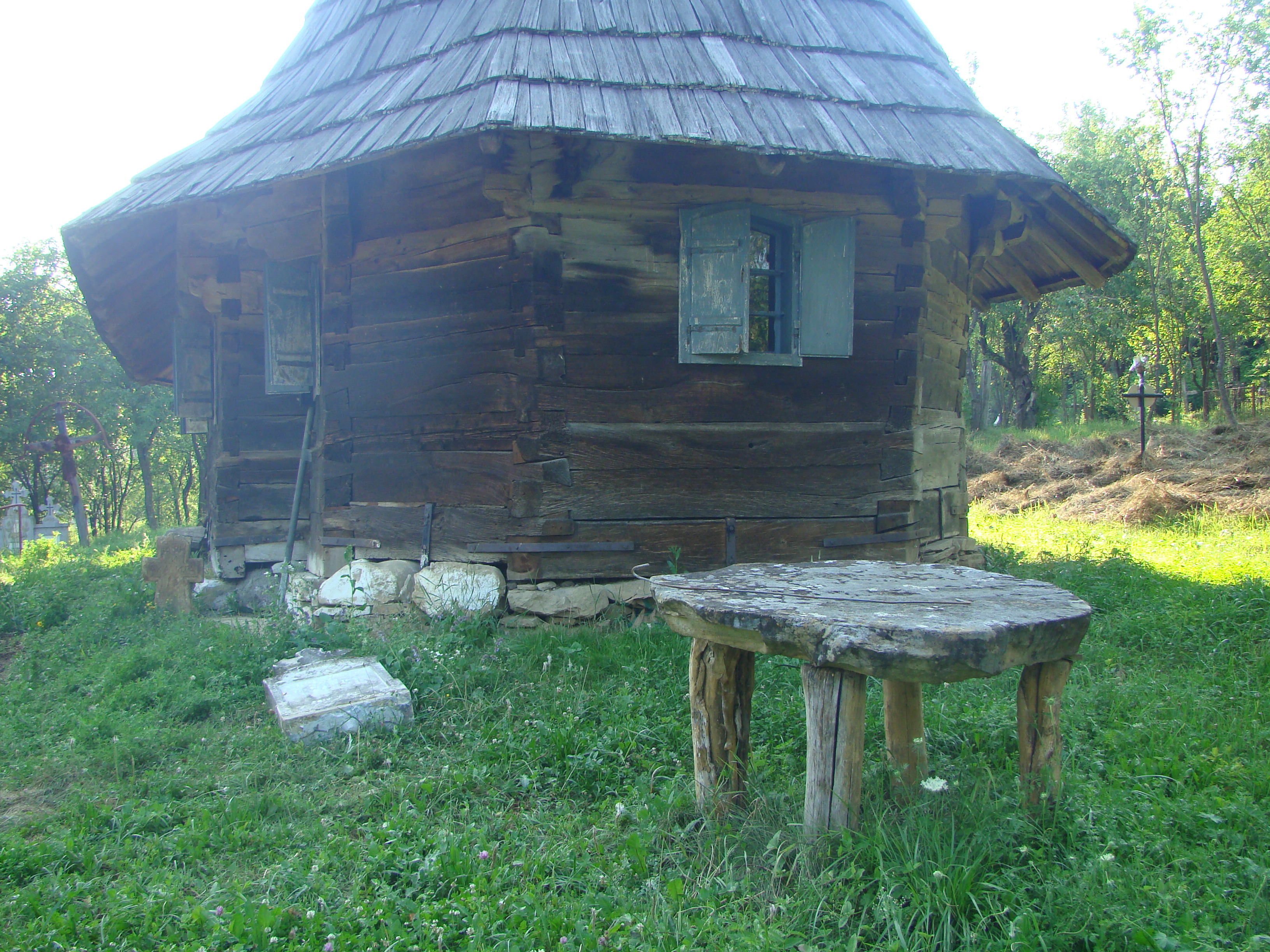
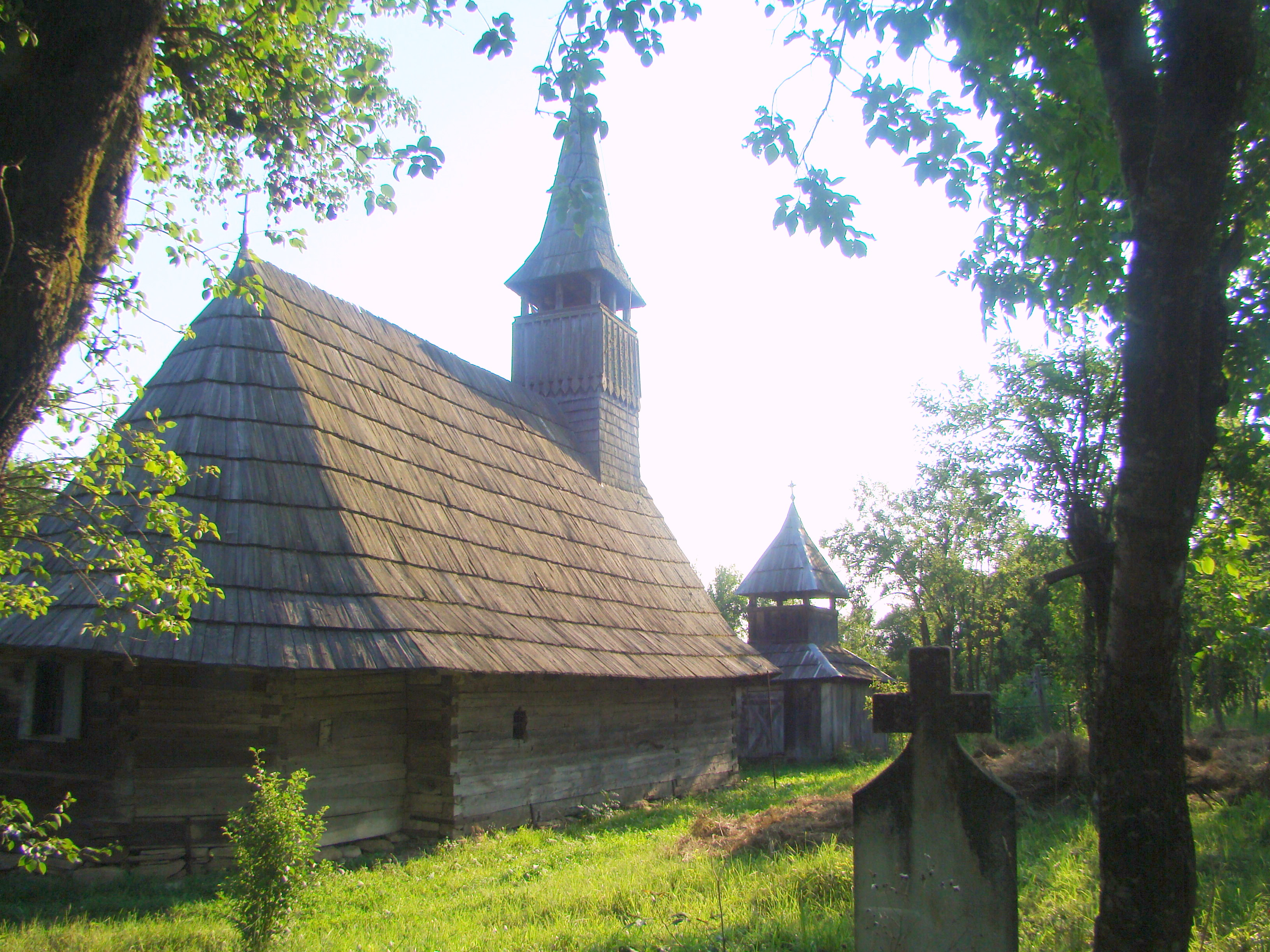
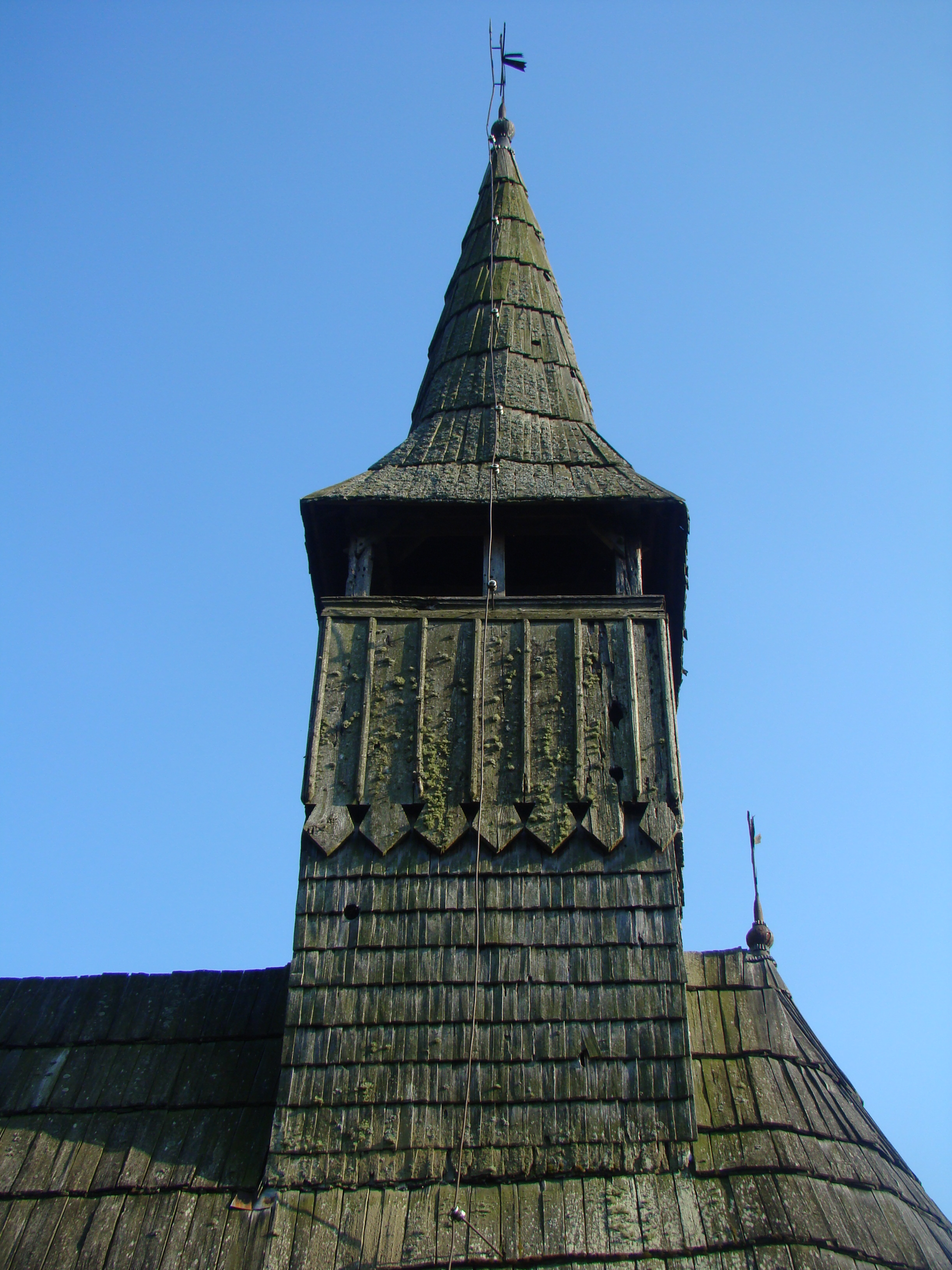
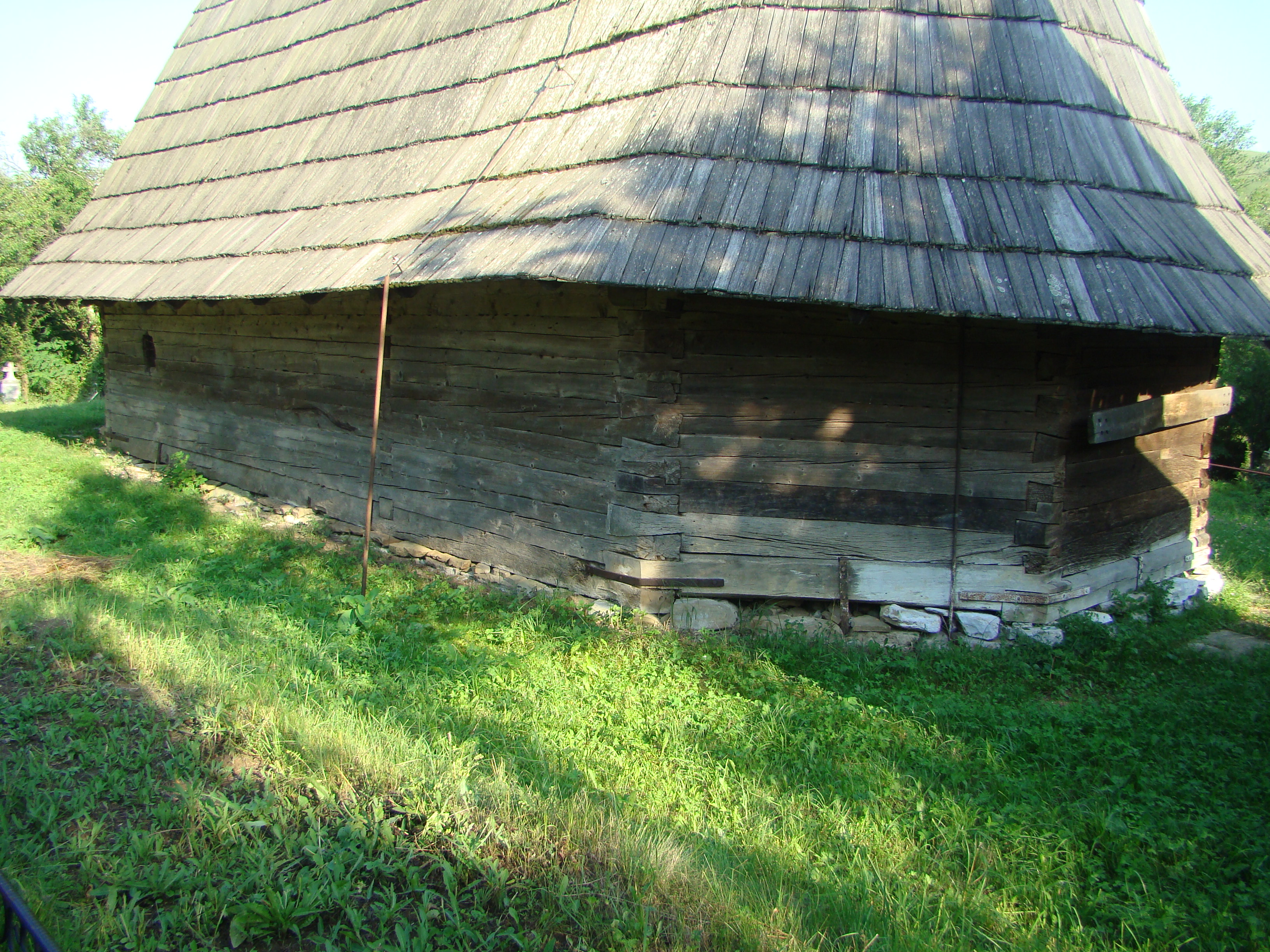
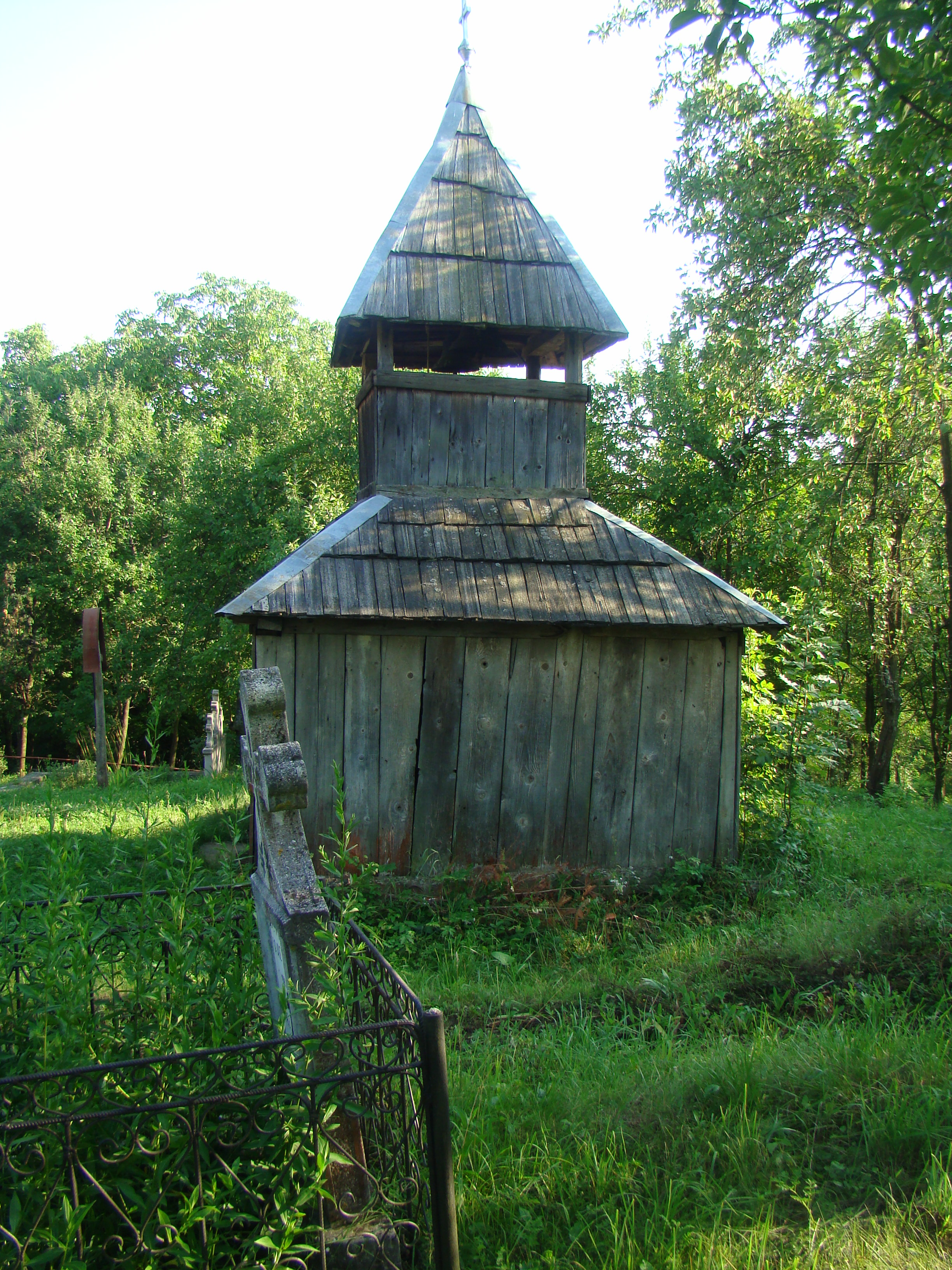
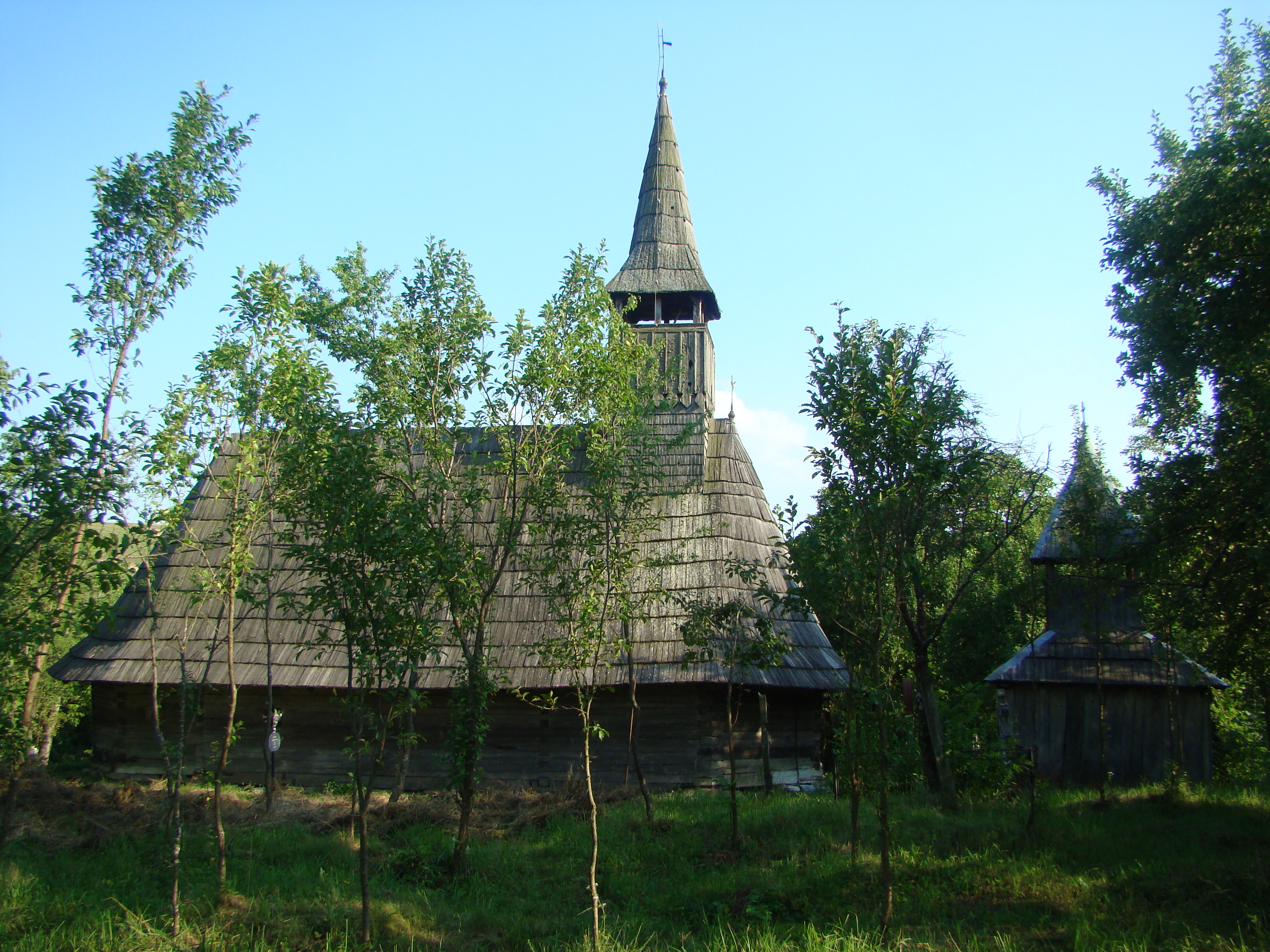